# Albi a striscia di Tex
Elenco delle pubblicazioni uscite settimanalmente nelle edicole dal 30 settembre 1948 al 5 giugno 1967 per un totale di 973 numeri in formato a strisce (16,5 X 8 cm con un numero di pagine variabile da 32 a 80 in bianco e nero) del fumetto Tex, ideato da Gian Luigi Bonelli ed edito prima dalle Edizioni Audace e poi dalle Edizioni Araldo entrambe denominazioni precedenti di quella che oggi è nota come Sergio Bonelli Editore. Le storie date alle stampe nel formato a strisce sono state riproposte negli albi della cosiddetta "2ª serie gigante" (dal n. 1 al n. 96).
Le copertine sono state tutte realizzate da Aurelio Galleppini (Galep) il quale, dalla seconda serie, venne affiancato da altri professionisti per le storie i quali inizialmente si occupavano della realizzazione degli sfondi e dei personaggi lasciando a Galep i primi piani ma poi illustreranno interi episodi.
Le sceneggiature e i soggetti sono tutti opera di Gian Luigi Bonelli.
Le strisce vengono raggruppate per "serie" e complessivamente ne vennero pubblicate 36. Il numero di pagine per albo varia dalle iniziali 32 alle 80 degli albi a partire dalla serie Nebraska; nella terza serie è stata pubblicata, inoltre, con modalità insolite, la storia "La banda del Campesino".
Nel 2021 la Bonelli, insieme al Corriere della Sera e alla Gazzetta dello Sport ha ristampato la serie in una collana anastatica oltre a  nuova storia nello stesso formato, la prima dal 1967.
Nel 2024 viene proposta una nuova serie a strisce, che a differenza dalle precedenti non è disponibile per l'acquisto nelle edicole, ma solo in fumetteria.

## Serie prima
| Storia                      | n. | Striscia                              | Disegni | Pubblicazione                              |
| --------------------------- | -- | ------------------------------------- | ------- | ------------------------------------------ |
| Il totem misterioso         | 1  | Il totem misterioso                   | Galep   | 30 settembre 1948                          |
| Il totem misterioso         | 2  | La roccia parlante                    | Galep   | 7 ottobre 1948                             |
| Il totem misterioso         | 3  | Terrore a Calver City                 | Galep   | 14 ottobre 1948                            |
| La Mano Rossa               | 4  | La Mano Rossa                         | Galep   | 21 ottobre 1948                            |
| La Mano Rossa               | 5  | La freccia della morte                | Galep   | 28 ottobre 1948                            |
| La Mano Rossa               | 6  | Pista insanguinata                    | Galep   | 4 novembre 1948                            |
| La Mano Rossa               | 7  | La mano fantasma                      | Galep   | 11 novembre 1948                           |
| La Mano Rossa               | 8  | El Diablo                             | Galep   | 18 novembre 1948                           |
| El Diablo                   | 9  | Sul sentiero della morte              | Galep   | 25 novembre 1948                           |
| El Diablo                   | 10 | Terrore a El Paso                     | Galep   | 2 dicembre 1948                            |
| El Diablo                   | 11 | Nel covo di El Diablo                 | Galep   | 9 dicembre 1948                            |
| El Diablo                   | 12 | La figlia del Desperado               | Galep   | 16 dicembre 1948                           |
| El Diablo                   | 13 | Bill Mohican il rapitore di fanciulle | Galep   | 23 dicembre 1948                           |
| El Diablo                   | 14 | Sull'orlo dell'abisso                 | Galep   | al 30 dicembre 1948                        |
| Uno contro venti            | 15 | Uno contro cinque                     | Galep   | dal 6 gennaio 1949 al 3 febbraio 1949      |
| Uno contro venti            | 16 | Il capitano della River's Queen       | Galep   | dal 6 gennaio 1949 al 3 febbraio 1949      |
| Uno contro venti            | 17 | Fuoco nella notte                     | Galep   | dal 6 gennaio 1949 al 3 febbraio 1949      |
| Uno contro venti            | 18 | Caccia all'uomo                       | Galep   | dal 6 gennaio 1949 al 3 febbraio 1949      |
| Uno contro venti            | 19 | Uno contro venti                      | Galep   | dal 6 gennaio 1949 al 3 febbraio 1949      |
| La banda di Kid Billy       | 20 | La banda di Kid Billy                 | Galep   | dal 10 febbraio 1949 al 3 marzo 1949       |
| La banda di Kid Billy       | 21 | L'agguato nel canyon                  | Galep   | dal 10 febbraio 1949 al 3 marzo 1949       |
| La banda di Kid Billy       | 22 | Sul sentiero di guerra                | Galep   | dal 10 febbraio 1949 al 3 marzo 1949       |
| La banda di Kid Billy       | 23 | L'audace impresa                      | Galep   | dal 10 febbraio 1949 al 3 marzo 1949       |
| Il mistero dell'idolo d'oro | 24 | Il mistero dell'idolo d'oro           | Galep   | dal 10 marzo 1949 al 19 maggio 1949        |
| Il mistero dell'idolo d'oro | 25 | La Estrella de Rio                    | Galep   | dal 10 marzo 1949 al 19 maggio 1949        |
| Il mistero dell'idolo d'oro | 26 | La morte nell'ombra                   | Galep   | dal 10 marzo 1949 al 19 maggio 1949        |
| Il mistero dell'idolo d'oro | 27 | Il rapimento di Tesah                 | Galep   | dal 10 marzo 1949 al 19 maggio 1949        |
| Il mistero dell'idolo d'oro | 28 | Sangue sulla frontiera                | Galep   | dal 10 marzo 1949 al 19 maggio 1949        |
| Il mistero dell'idolo d'oro | 29 | Il segreto dell'idolo                 | Galep   | dal 10 marzo 1949 al 19 maggio 1949        |
| Il mistero dell'idolo d'oro | 30 | Il tempio tragico                     | Galep   | dal 10 marzo 1949 al 19 maggio 1949        |
| Il mistero dell'idolo d'oro | 31 | Attacco a Santa Fè (sic)              | Galep   | dal 10 marzo 1949 al 19 maggio 1949        |
| Il mistero dell'idolo d'oro | 32 | Sfida al pericolo                     | Galep   | dal 10 marzo 1949 al 19 maggio 1949        |
| Il mistero dell'idolo d'oro | 33 | L'assedio a Fort Wellington           | Galep   | dal 10 marzo 1949 al 19 maggio 1949        |
| Il mistero dell'idolo d'oro | 34 | La barriera di fuoco                  | Galep   | dal 10 marzo 1949 al 19 maggio 1949        |
| Mefisto, la spia            | 35 | Mefisto, la spia                      | Galep   | dal 26 maggio 1949 al 25 agosto 1949       |
| Mefisto, la spia            | 36 | La Mesa del Diablo                    | Galep   | dal 26 maggio 1949 al 25 agosto 1949       |
| Mefisto, la spia            | 37 | Gioco pericoloso                      | Galep   | dal 26 maggio 1949 al 25 agosto 1949       |
| Mefisto, la spia            | 38 | Una trama infernale                   | Galep   | dal 26 maggio 1949 al 25 agosto 1949       |
| Mefisto, la spia            | 39 | Condanna a morte                      | Galep   | dal 26 maggio 1949 al 25 agosto 1949       |
| Mefisto, la spia            | 40 | Fuorilegge!                           | Galep   | dal 26 maggio 1949 al 25 agosto 1949       |
| Mefisto, la spia            | 41 | Tex, l'uomo ciclone                   | Galep   | dal 26 maggio 1949 al 25 agosto 1949       |
| Mefisto, la spia            | 42 | Show-down a El Paso                   | Galep   | dal 26 maggio 1949 al 25 agosto 1949       |
| Mefisto, la spia            | 43 | Montales, El Desperado                | Galep   | dal 26 maggio 1949 al 25 agosto 1949       |
| Mefisto, la spia            | 44 | L'impresa di Hermadina                | Galep   | dal 26 maggio 1949 al 25 agosto 1949       |
| Mefisto, la spia            | 45 | Il fantasma di Vila-Rica              | Galep   | dal 26 maggio 1949 al 25 agosto 1949       |
| Mefisto, la spia            | 46 | La fine di Mefisto                    | Galep   | dal 26 maggio 1949 al 25 agosto 1949       |
| L'eroe del Messico          | 47 | La cattura di Montales                | Galep   | dal 1º settembre 1949 al 22 settembre 1949 |
| L'eroe del Messico          | 48 | Allarme a Buenavista                  | Galep   | dal 1º settembre 1949 al 22 settembre 1949 |
| L'eroe del Messico          | 49 | Il traditore                          | Galep   | dal 1º settembre 1949 al 22 settembre 1949 |
| L'eroe del Messico          | 50 | L'eroe del Messico                    | Galep   | dal 1º settembre 1949 al 22 settembre 1949 |
| La banda del Rosso          | 51 | La banda del Rosso                    | Galep   | dal 29 settembre 1949 al 1º dicembre 1949  |
| La banda del Rosso          | 52 | Duello a Lineville                    | Galep   | dal 29 settembre 1949 al 1º dicembre 1949  |
| La banda del Rosso          | 53 | Complotti nell'ombra                  | Galep   | dal 29 settembre 1949 al 1º dicembre 1949  |
| La banda del Rosso          | 54 | Sulle soglie della morte              | Galep   | dal 29 settembre 1949 al 1º dicembre 1949  |
| La banda del Rosso          | 55 | Il volo nell'abisso                   | Galep   | dal 29 settembre 1949 al 1º dicembre 1949  |
| La banda del Rosso          | 56 | Il turpe contratto                    | Galep   | dal 29 settembre 1949 al 1º dicembre 1949  |
| La banda del Rosso          | 57 | La morte nel pugno                    | Galep   | dal 29 settembre 1949 al 1º dicembre 1949  |
| La banda del Rosso          | 58 | La tragica notte                      | Galep   | dal 29 settembre 1949 al 1º dicembre 1949  |
| La banda del Rosso          | 59 | Il sindacato dell'oppio               | Galep   | dal 29 settembre 1949 al 1º dicembre 1949  |
| La banda del Rosso          | 60 | I sicari del Drago                    | Galep   | dal 29 settembre 1949 al 1º dicembre 1949  |

## Serie seconda
| Storia                   | n. | Striscia                           | Disegni      | Pubblicazione                          |
| ------------------------ | -- | ---------------------------------- | ------------ | -------------------------------------- |
| La banda del Rosso       | 1  | La bisca di Dermott                | Galep        | dall'8 dicembre 1949 al 5 gennaio 1950 |
| La banda del Rosso       | 2  | Notte di sangue                    | Galep        | dall'8 dicembre 1949 al 5 gennaio 1950 |
| La banda del Rosso       | 3  | La trappola                        | Galep        | dall'8 dicembre 1949 al 5 gennaio 1950 |
| La banda del Rosso       | 4  | Nelle mani del carnefice           | Galep        | dall'8 dicembre 1949 al 5 gennaio 1950 |
| La banda del Rosso       | 5  | L'infernale battaglia              | Galep        | dall'8 dicembre 1949 al 5 gennaio 1950 |
| Satania                  | 6  | Satania!                           | Galep        | dal 12 gennaio 1950 al 9 marzo 1950    |
| Satania                  | 7  | Al Corno d'Oro                     | Galep        | dal 12 gennaio 1950 al 9 marzo 1950    |
| Satania                  | 8  | L'agguato                          | Galep        | dal 12 gennaio 1950 al 9 marzo 1950    |
| Satania                  | 9  | Nel covo di Satania                | Galep        | dal 12 gennaio 1950 al 9 marzo 1950    |
| Satania                  | 10 | Attacco alla miniera               | Galep        | dal 12 gennaio 1950 al 9 marzo 1950    |
| Satania                  | 11 | Agguato a Yuma                     | Galep        | dal 12 gennaio 1950 al 9 marzo 1950    |
| Satania                  | 12 | Il mostro di Satania               | Galep        | dal 12 gennaio 1950 al 9 marzo 1950    |
| Satania                  | 13 | Notte d'orrore                     | Galep        | dal 12 gennaio 1950 al 9 marzo 1950    |
| Satania                  | 14 | La fine di Satania                 | Galep        | dal 12 gennaio 1950 al 9 marzo 1950    |
| Missione a Devil's Hole  | 15 | Missione a Devil's Hole            | Galep        | dal 16 marzo 1950 al 25 maggio 1950    |
| Missione a Devil's Hole  | 16 | Attacco nella notte                | Galep        | dal 16 marzo 1950 al 25 maggio 1950    |
| Missione a Devil's Hole  | 17 | Situazione pericolosa              | Galep        | dal 16 marzo 1950 al 25 maggio 1950    |
| Missione a Devil's Hole  | 18 | Lo sceriffo di Devil's Hole        | Galep        | dal 16 marzo 1950 al 25 maggio 1950    |
| Missione a Devil's Hole  | 19 | La valle degli spettri             | Galep        | dal 16 marzo 1950 al 25 maggio 1950    |
| Missione a Devil's Hole  | 20 | Nelle mani degli Outlaws           | Galep        | dal 16 marzo 1950 al 25 maggio 1950    |
| Missione a Devil's Hole  | 21 | Lotta senza quartiere              | Galep        | dal 16 marzo 1950 al 25 maggio 1950    |
| Missione a Devil's Hole  | 22 | Doppio gioco                       | Galep        | dal 16 marzo 1950 al 25 maggio 1950    |
| Missione a Devil's Hole  | 23 | Avventura a Piedras Negras         | Galep        | dal 16 marzo 1950 al 25 maggio 1950    |
| Missione a Devil's Hole  | 24 | Ai ferri corti                     | Galep        | dal 16 marzo 1950 al 25 maggio 1950    |
| Missione a Devil's Hole  | 25 | L'ultima carta dei fratelli Benton | Galep        | dal 16 marzo 1950 al 25 maggio 1950    |
| Lupe, la messicana       | 26 | Ken Logan, il duellista            | Galep        |                                        |
| Lupe, la messicana       | 27 | Il guado dei Piute                 | Galep        |                                        |
| Lupe, la messicana       | 28 | Lupe, la messicana                 | Galep        |                                        |
| Lupe, la messicana       | 29 | Il tradimento di El Fierro         | Galep        |                                        |
| Lupe, la messicana       | 30 | Il covo sulla Sierra               | Galep        |                                        |
| Lupe, la messicana       | 31 | L'agguato sul Rio Mayo             | Galep        |                                        |
| Lupe, la messicana       | 32 | Tex alla riscossa                  | Galep        |                                        |
| Lupe, la messicana       | 33 | La corsa infernale                 | Galep        |                                        |
| Lupe, la messicana       | 34 | Un turpe mercato                   | Galep        |                                        |
| Lupe, la messicana       | 35 | Battaglia sul tempio               | Galep        |                                        |
| Lupe, la messicana       | 36 | Una fuga rocambolesca              | Galep        |                                        |
| Il patto di sangue       | 37 | Il salto del diavolo               | Galep        | dal 10 agosto 1950 al 28 dicembre 1950 |
| Il patto di sangue       | 38 | Il patto di sangue                 | Galep        | dal 10 agosto 1950 al 28 dicembre 1950 |
| Il patto di sangue       | 39 | Agguato al passo di Tula           | Galep        | dal 10 agosto 1950 al 28 dicembre 1950 |
| Il patto di sangue       | 40 | A carte scoperte                   | Galep        | dal 10 agosto 1950 al 28 dicembre 1950 |
| Il patto di sangue       | 41 | La morte in agguato                | Galep        | dal 10 agosto 1950 al 28 dicembre 1950 |
| Il patto di sangue       | 42 | La legge del taglione              | Galep        | dal 10 agosto 1950 al 28 dicembre 1950 |
| Il patto di sangue       | 43 | Il cavaliere nero                  | Galep        | dal 10 agosto 1950 al 28 dicembre 1950 |
| Il patto di sangue       | 44 | L'aquila della notte               | Galep        | dal 10 agosto 1950 al 28 dicembre 1950 |
| Il patto di sangue       | 45 | Una notte movimentata              | Galep        | dal 10 agosto 1950 al 28 dicembre 1950 |
| Il patto di sangue       | 46 | Il rapimento di Lilyth             | Galep        | dal 10 agosto 1950 al 28 dicembre 1950 |
| Il patto di sangue       | 47 | Traccia di sangue                  | Galep        | dal 10 agosto 1950 al 28 dicembre 1950 |
| Il patto di sangue       | 48 | L'agguato di Volpe Rossa           | Galep        | dal 10 agosto 1950 al 28 dicembre 1950 |
| Il patto di sangue       | 49 | La legge del coltello              | Galep        | dal 10 agosto 1950 al 28 dicembre 1950 |
| Il patto di sangue       | 50 | La battaglia di Testa di Pietra    | Galep        | dal 10 agosto 1950 al 28 dicembre 1950 |
| Il patto di sangue       | 51 | La tragica corsa                   | Galep        | dal 10 agosto 1950 al 28 dicembre 1950 |
| Il patto di sangue       | 52 | Duello sul treno                   | Galep        | dal 10 agosto 1950 al 28 dicembre 1950 |
| Il patto di sangue       | 53 | Due contro cento                   | Galep        | dal 10 agosto 1950 al 28 dicembre 1950 |
| Il patto di sangue       | 54 | Il terrore sul Durango             | Galep        | dal 10 agosto 1950 al 28 dicembre 1950 |
| Il patto di sangue       | 55 | Un'orribile fine                   | Galep        | dal 10 agosto 1950 al 28 dicembre 1950 |
| Il patto di sangue       | 56 | Tex non perde tempo                | Galep        | dal 10 agosto 1950 al 28 dicembre 1950 |
| La banda dei Dalton      | 57 | La banda dei Dalton                | Galep        | dal 9 gennaio 1951 al 27 febbraio 1951 |
| La banda dei Dalton      | 58 | Sul sentiero di guerra             | Galep        | dal 9 gennaio 1951 al 27 febbraio 1951 |
| La banda dei Dalton      | 59 | Nel covo dei Dalton                | Galep        | dal 9 gennaio 1951 al 27 febbraio 1951 |
| La banda dei Dalton      | 60 | Sangue su Danville                 | Galep        | dal 9 gennaio 1951 al 27 febbraio 1951 |
| La banda dei Dalton      | 61 | Il colpo di Fulton Creek           | Galep        | dal 9 gennaio 1951 al 27 febbraio 1951 |
| La banda dei Dalton      | 62 | Il deserto di Gila                 | Galep        | dal 9 gennaio 1951 al 27 febbraio 1951 |
| La banda dei Dalton      | 63 | La vendetta dei Dalton             | Galep        | dal 9 gennaio 1951 al 27 febbraio 1951 |
| La banda dei Dalton      | 64 | La legge del giudice Colt          | Galep        | dal 9 gennaio 1951 al 27 febbraio 1951 |
| Il dio Puma              | 65 | Il dio Puma                        | Galep        | dal 6 marzo 1951 al 3 aprile 1951      |
| Il dio Puma              | 66 | La freccia della morte             | Galep        | dal 6 marzo 1951 al 3 aprile 1951      |
| Il dio Puma              | 67 | La morte nel villaggio             | Galep        | dal 6 marzo 1951 al 3 aprile 1951      |
| Il dio Puma              | 68 | La rivincita di Toba               | Galep        | dal 6 marzo 1951 al 3 aprile 1951      |
| Il dio Puma              | 69 | La montagna tragica                | Galep        | dal 6 marzo 1951 al 3 aprile 1951      |
| Avventura sul Rio Grande | 70 | Avventura sul Rio Grande           | Mario Uggeri | dal 10 aprile 1951 al 15 maggio 1951   |
| Avventura sul Rio Grande | 71 | Il re dei tiratori                 | Mario Uggeri | dal 10 aprile 1951 al 15 maggio 1951   |
| Avventura sul Rio Grande | 72 | Tiger Jack all'opera               | Mario Uggeri | dal 10 aprile 1951 al 15 maggio 1951   |
| Avventura sul Rio Grande | 73 | Il sepolcro indiano                | Mario Uggeri | dal 10 aprile 1951 al 15 maggio 1951   |
| Avventura sul Rio Grande | 74 | Solo contro tutti                  | Mario Uggeri | dal 10 aprile 1951 al 15 maggio 1951   |
| Avventura sul Rio Grande | 75 | L'ultima battaglia                 | Mario Uggeri | dal 10 aprile 1951 al 15 maggio 1951   |

1. ↑  Dai numeri 43 al 56 le matite sono opera di Guido Zamperoni.

## Serie terza
| Storia              | n. | Striscia                        | Disegni | Pubblicazione                          |
| ------------------- | -- | ------------------------------- | ------- | -------------------------------------- |
| Il tranello         | 1  | L'orma della paura              | Galep   | dal 22 maggio 1951 al 9 ottobre 1951   |
| Il tranello         | 2  | La mano scarlatta               | Galep   | dal 22 maggio 1951 al 9 ottobre 1951   |
| Il tranello         | 3  | Il tranello                     | Galep   | dal 22 maggio 1951 al 9 ottobre 1951   |
| Il tranello         | 4  | Gros-Jean, il meticcio          | Galep   | dal 22 maggio 1951 al 9 ottobre 1951   |
| Il tranello         | 5  | Duello nella foresta            | Galep   | dal 22 maggio 1951 al 9 ottobre 1951   |
| Il tranello         | 6  | Cerchio di morte                | Galep   | dal 22 maggio 1951 al 9 ottobre 1951   |
| Il tranello         | 7  | Dinamite                        | Galep   | dal 22 maggio 1951 al 9 ottobre 1951   |
| Il tranello         | 8  | Gli eroi di Fort Kinder         | Galep   | dal 22 maggio 1951 al 9 ottobre 1951   |
| Il tranello         | 9  | L'ultimatum                     | Galep   | dal 22 maggio 1951 al 9 ottobre 1951   |
| Il tranello         | 10 | Sangue sugli spalti             | Galep   | dal 22 maggio 1951 al 9 ottobre 1951   |
| Il tranello         | 11 | L'orrenda notte                 | Galep   | dal 22 maggio 1951 al 9 ottobre 1951   |
| Il tranello         | 12 | L'ultima carta di Tex           | Galep   | dal 22 maggio 1951 al 9 ottobre 1951   |
| Il tranello         | 13 | La spia                         | Galep   | dal 22 maggio 1951 al 9 ottobre 1951   |
| Il tranello         | 14 | La droga indiana                | Galep   | dal 22 maggio 1951 al 9 ottobre 1951   |
| Il tranello         | 15 | La vendetta di Gros-Jean        | Galep   | dal 22 maggio 1951 al 9 ottobre 1951   |
| Il tranello         | 16 | Agguato nella palude            | Galep   | dal 22 maggio 1951 al 9 ottobre 1951   |
| Il tranello         | 17 | Al palo della tortura           | Galep   | dal 22 maggio 1951 al 9 ottobre 1951   |
| Il tranello         | 18 | L'orribile ricatto              | Galep   | dal 22 maggio 1951 al 9 ottobre 1951   |
| Il tranello         | 19 | Il villaggio fantasma           | Galep   | dal 22 maggio 1951 al 9 ottobre 1951   |
| Il tranello         | 20 | Il segno indiano                | Galep   | dal 22 maggio 1951 al 9 ottobre 1951   |
| Il tranello         | 21 | Il sacrificio di Jim            | Galep   | dal 22 maggio 1951 al 9 ottobre 1951   |
| La Banda degli Orsi | 22 | L'impronta misteriosa           | Galep   | dal 16 ottobre 1951 al 1º gennaio 1952 |
| La Banda degli Orsi | 23 | Sangue sulla neve               | Galep   | dal 16 ottobre 1951 al 1º gennaio 1952 |
| La Banda degli Orsi | 24 | La Banda degli Orsi             | Galep   | dal 16 ottobre 1951 al 1º gennaio 1952 |
| La Banda degli Orsi | 25 | Intrighi nella notte            | Galep   | dal 16 ottobre 1951 al 1º gennaio 1952 |
| La Banda degli Orsi | 26 | La cattura di Gros-Jean         | Galep   | dal 16 ottobre 1951 al 1º gennaio 1952 |
| La Banda degli Orsi | 27 | La capanna sul fiume            | Galep   | dal 16 ottobre 1951 al 1º gennaio 1952 |
| La Banda degli Orsi | 28 | Ala di Morte                    | Galep   | dal 16 ottobre 1951 al 1º gennaio 1952 |
| La Banda degli Orsi | 29 | Troppo tardi!                   | Galep   | dal 16 ottobre 1951 al 1º gennaio 1952 |
| La Banda degli Orsi | 30 | Fra due fuochi                  | Galep   | dal 16 ottobre 1951 al 1º gennaio 1952 |
| La Banda degli Orsi | 31 | La fine dell' ''Eldorado''      | Galep   | dal 16 ottobre 1951 al 1º gennaio 1952 |
| La Banda degli Orsi | 32 | L'ultima impresa di Brad Burley | Galep   | dal 16 ottobre 1951 al 1º gennaio 1952 |
| La Banda degli Orsi | 33 | Tragedia sul mare               | Galep   | dal 16 ottobre 1951 al 1º gennaio 1952 |

## Serie quarta
| Storia           | n. | Striscia                             | Disegni | Pubblicazione                         |
| ---------------- | -- | ------------------------------------ | ------- | ------------------------------------- |
| Il figlio di Tex | 1  | Il figlio di Tex                     | Galep   | dall'8 gennaio 1952 al 17 giugno 1952 |
| Il figlio di Tex | 2  | L'uomo dagli speroni d'argento       | Galep   | dall'8 gennaio 1952 al 17 giugno 1952 |
| Il figlio di Tex | 3  | Il battesimo del fuoco di Kit Willer | Galep   | dall'8 gennaio 1952 al 17 giugno 1952 |
| Il figlio di Tex | 4  | La banda degli incappucciati         | Galep   | dall'8 gennaio 1952 al 17 giugno 1952 |
| Il figlio di Tex | 5  | Fuoco ad Angel City                  | Galep   | dall'8 gennaio 1952 al 17 giugno 1952 |
| Il figlio di Tex | 6  | Il campo della morte                 | Galep   | dall'8 gennaio 1952 al 17 giugno 1952 |
| Il figlio di Tex | 7  | L'agguato nella boscaglia            | Galep   | dall'8 gennaio 1952 al 17 giugno 1952 |
| Il figlio di Tex | 8  | Un colpo da maestro                  | Galep   | dall'8 gennaio 1952 al 17 giugno 1952 |
| Il figlio di Tex | 9  | Kit Willer si fa onore               | Galep   | dall'8 gennaio 1952 al 17 giugno 1952 |
| Il figlio di Tex | 10 | La mano del morto                    | Galep   | dall'8 gennaio 1952 al 17 giugno 1952 |
| Il figlio di Tex | 11 | Un'impresa disperata                 | Galep   | dall'8 gennaio 1952 al 17 giugno 1952 |
| Il figlio di Tex | 12 | Sulle soglie dell'inferno            | Galep   | dall'8 gennaio 1952 al 17 giugno 1952 |
| Il figlio di Tex | 13 | L'ultimo colpo di Black Sam          | Galep   | dall'8 gennaio 1952 al 17 giugno 1952 |
| Il figlio di Tex | 14 | La tragica notte                     | Galep   | dall'8 gennaio 1952 al 17 giugno 1952 |
| Il figlio di Tex | 15 | Il rogo                              | Galep   | dall'8 gennaio 1952 al 17 giugno 1952 |
| Il figlio di Tex | 16 | Kit segue una traccia                | Galep   | dall'8 gennaio 1952 al 17 giugno 1952 |
| Il figlio di Tex | 17 | Il campo dei desperados              | Galep   | dall'8 gennaio 1952 al 17 giugno 1952 |
| Il figlio di Tex | 18 | L'attacco di El Dorado               | Galep   | dall'8 gennaio 1952 al 17 giugno 1952 |
| Il figlio di Tex | 19 | Tex, l'intrepido                     | Galep   | dall'8 gennaio 1952 al 17 giugno 1952 |
| Il figlio di Tex | 20 | La battaglia di Holbrook             | Galep   | dall'8 gennaio 1952 al 17 giugno 1952 |
| Il figlio di Tex | 21 | Apaches                              | Galep   | dall'8 gennaio 1952 al 17 giugno 1952 |
| Il figlio di Tex | 22 | Tragico assedio                      | Galep   | dall'8 gennaio 1952 al 17 giugno 1952 |
| Il figlio di Tex | 23 | Il ranch abbandonato                 | Galep   | dall'8 gennaio 1952 al 17 giugno 1952 |
| Il figlio di Tex | 24 | Senza scampo                         | Galep   | dall'8 gennaio 1952 al 17 giugno 1952 |

## Serie quinta
| Storia                       | n. | Striscia                        | Disegni | Pubblicazione                           |
| ---------------------------- | -- | ------------------------------- | ------- | --------------------------------------- |
| Dramma a Pecos City          | 1  | Dramma a Pecos City             | Galep   | dal 24 giugno 1952 al 2 settembre 1952  |
| Dramma a Pecos City          | 2  | Un incontro sfortunato          | Galep   | dal 24 giugno 1952 al 2 settembre 1952  |
| Dramma a Pecos City          | 3  | La morte nel buio               | Galep   | dal 24 giugno 1952 al 2 settembre 1952  |
| Dramma a Pecos City          | 4  | Occhio per occhio               | Galep   | dal 24 giugno 1952 al 2 settembre 1952  |
| Dramma a Pecos City          | 5  | Lo sceriffo di Pecos City       | Galep   | dal 24 giugno 1952 al 2 settembre 1952  |
| Dramma a Pecos City          | 6  | Il tranello di Sam Truscott     | Galep   | dal 24 giugno 1952 al 2 settembre 1952  |
| Dramma a Pecos City          | 7  | Partita pericolosa              | Galep   | dal 24 giugno 1952 al 2 settembre 1952  |
| Dramma a Pecos City          | 8  | Negli artigli della morte       | Galep   | dal 24 giugno 1952 al 2 settembre 1952  |
| Dramma a Pecos City          | 9  | Giustizia                       | Galep   | dal 24 giugno 1952 al 2 settembre 1952  |
| Dramma a Pecos City          | 10 | Tex tende la rete               | Galep   | dal 24 giugno 1952 al 2 settembre 1952  |
| Dramma a Pecos City          | 11 | La fine di Truscott             | Galep   | dal 24 giugno 1952 al 2 settembre 1952  |
| Le terre maledette           | 12 | Le terre maledette              | Galep   | dal 9 settembre 1952 al 21 ottobre 1952 |
| Le terre maledette           | 13 | L'enigma delle tracce           | Galep   | dal 9 settembre 1952 al 21 ottobre 1952 |
| Le terre maledette           | 14 | Il segnale misterioso           | Galep   | dal 9 settembre 1952 al 21 ottobre 1952 |
| Le terre maledette           | 15 | Il segno della Pantera          | Galep   | dal 9 settembre 1952 al 21 ottobre 1952 |
| Le terre maledette           | 16 | Mangas, il cacciatore di uomini | Galep   | dal 9 settembre 1952 al 21 ottobre 1952 |
| Le terre maledette           | 17 | La gola segreta                 | Galep   | dal 9 settembre 1952 al 21 ottobre 1952 |
| Le terre maledette           | 18 | La fine della Pantera           | Galep   | dal 9 settembre 1952 al 21 ottobre 1952 |
| La corona dai sette smeraldi | 19 | La corona dai sette smeraldi    | Galep   | dal 28 ottobre 1952 al 25 novembre 1952 |
| La corona dai sette smeraldi | 20 | Il sinistro complotto           | Galep   | dal 28 ottobre 1952 al 25 novembre 1952 |
| La corona dai sette smeraldi | 21 | Duello a Crystal City           | Galep   | dal 28 ottobre 1952 al 25 novembre 1952 |
| La corona dai sette smeraldi | 22 | Sulla pista di San Antonio      | Galep   | dal 28 ottobre 1952 al 25 novembre 1952 |
| La corona dai sette smeraldi | 23 | L'ultima carta di Ray           | Galep   | dal 28 ottobre 1952 al 25 novembre 1952 |
| La montagna misteriosa       | 24 | La montagna misteriosa          | Galep   | dal 2 dicembre 1952 al 13 gennaio 1953  |
| La montagna misteriosa       | 25 | Il tempio sulla mesa            | Galep   | dal 2 dicembre 1952 al 13 gennaio 1953  |
| La montagna misteriosa       | 26 | Tradimento                      | Galep   | dal 2 dicembre 1952 al 13 gennaio 1953  |
| La montagna misteriosa       | 27 | La cattura di Tanor             | Galep   | dal 2 dicembre 1952 al 13 gennaio 1953  |
| La montagna misteriosa       | 28 | Attacco alla mesa               | Galep   | dal 2 dicembre 1952 al 13 gennaio 1953  |
| La montagna misteriosa       | 29 | Il segno del tempio             | Galep   | dal 2 dicembre 1952 al 13 gennaio 1953  |
| La montagna misteriosa       | 30 | Tragici istanti                 | Galep   | dal 2 dicembre 1952 al 13 gennaio 1953  |
| Avventura nell'Utah          | 31 | Avventura nell'Utah             | Galep   | dal 20 gennaio 1953 al 5 maggio 1953    |
| Avventura nell'Utah          | 32 | Tracce misteriose               | Galep   | dal 20 gennaio 1953 al 5 maggio 1953    |
| Avventura nell'Utah          | 33 | L'agguato al Silver Star        | Galep   | dal 20 gennaio 1953 al 5 maggio 1953    |
| Avventura nell'Utah          | 34 | Situazione imprevista           | Galep   | dal 20 gennaio 1953 al 5 maggio 1953    |
| Avventura nell'Utah          | 35 | Tex paga i suoi debiti          | Galep   | dal 20 gennaio 1953 al 5 maggio 1953    |
| Avventura nell'Utah          | 36 | Complotti nell'ombra            | Galep   | dal 20 gennaio 1953 al 5 maggio 1953    |
| Avventura nell'Utah          | 37 | L'agguato                       | Galep   | dal 20 gennaio 1953 al 5 maggio 1953    |
| Avventura nell'Utah          | 38 | La mandria in fuga              | Galep   | dal 20 gennaio 1953 al 5 maggio 1953    |
| Avventura nell'Utah          | 39 | Il fuoco                        | Galep   | dal 20 gennaio 1953 al 5 maggio 1953    |
| Avventura nell'Utah          | 40 | Tex passa al contrattacco       | Galep   | dal 20 gennaio 1953 al 5 maggio 1953    |
| Avventura nell'Utah          | 41 | Piani di battaglia              | Galep   | dal 20 gennaio 1953 al 5 maggio 1953    |
| Avventura nell'Utah          | 42 | Sulle tracce di Nellie          | Galep   | dal 20 gennaio 1953 al 5 maggio 1953    |
| Avventura nell'Utah          | 43 | Tiger Jack in pericolo          | Galep   | dal 20 gennaio 1953 al 5 maggio 1953    |
| Avventura nell'Utah          | 44 | Il messaggio di morte           | Galep   | dal 20 gennaio 1953 al 5 maggio 1953    |
| Avventura nell'Utah          | 45 | La capanna sul fiume            | Galep   | dal 20 gennaio 1953 al 5 maggio 1953    |
| Avventura nell'Utah          | 46 | L'ultimo agguato                | Galep   | dal 20 gennaio 1953 al 5 maggio 1953    |

## Serie verde (6ª serie)
| Storia                   | n. | Striscia                     | Disegni                 | Pubblicazione                          |
| ------------------------ | -- | ---------------------------- | ----------------------- | -------------------------------------- |
| L'enigma dell'ippocampo  | 1  | L'enigma dell'ippocampo      | Galep                   | dal 12 maggio 1953 al 25 agosto 1953   |
| L'enigma dell'ippocampo  | 2  | Un affare misterioso         | Galep                   | dal 12 maggio 1953 al 25 agosto 1953   |
| L'enigma dell'ippocampo  | 3  | Attentato a Santa Fé         | Galep                   | dal 12 maggio 1953 al 25 agosto 1953   |
| L'enigma dell'ippocampo  | 4  | Il traditore                 | Galep                   | dal 12 maggio 1953 al 25 agosto 1953   |
| L'enigma dell'ippocampo  | 5  | La cattura di Kit            | Galep                   | dal 12 maggio 1953 al 25 agosto 1953   |
| L'enigma dell'ippocampo  | 6  | Sulle tracce di Kit          | Galep                   | dal 12 maggio 1953 al 25 agosto 1953   |
| L'enigma dell'ippocampo  | 7  | Nel covo dei congiurati      | Galep                   | dal 12 maggio 1953 al 25 agosto 1953   |
| L'enigma dell'ippocampo  | 8  | Ai ferri corti               | Galep                   | dal 12 maggio 1953 al 25 agosto 1953   |
| L'enigma dell'ippocampo  | 9  | La fuga di Manuela           | Galep                   | dal 12 maggio 1953 al 25 agosto 1953   |
| L'enigma dell'ippocampo  | 10 | La trappola sul fiume        | Galep                   | dal 12 maggio 1953 al 25 agosto 1953   |
| L'enigma dell'ippocampo  | 11 | Presi tra le fiamme          | Galep                   | dal 12 maggio 1953 al 25 agosto 1953   |
| L'enigma dell'ippocampo  | 12 | La banda di El Lobo          | Galep                   | dal 12 maggio 1953 al 25 agosto 1953   |
| L'enigma dell'ippocampo  | 13 | Battaglia nel deserto        | Galep                   | dal 12 maggio 1953 al 25 agosto 1953   |
| L'enigma dell'ippocampo  | 14 | Tex, il giustiziere          | Galep                   | dal 12 maggio 1953 al 25 agosto 1953   |
| L'enigma dell'ippocampo  | 15 | L'ultima carta di El Lobo    | Galep                   | dal 12 maggio 1953 al 25 agosto 1953   |
| L'enigma dell'ippocampo  | 16 | La giustizia del deserto     | Galep                   | dal 12 maggio 1953 al 25 agosto 1953   |
| Gli sciacalli del Kansas | 17 | Gli sciacalli del Kansas     | Galep                   | dal 1º luglio 1953 al 21 dicembre 1953 |
| Gli sciacalli del Kansas | 18 | Il rinnegato                 | Galep                   | dal 1º luglio 1953 al 21 dicembre 1953 |
| Gli sciacalli del Kansas | 19 | L'attacco di Lince Rossa     | Galep                   | dal 1º luglio 1953 al 21 dicembre 1953 |
| Gli sciacalli del Kansas | 20 | Lupi nell'ombra              | Galep                   | dal 1º luglio 1953 al 21 dicembre 1953 |
| Gli sciacalli del Kansas | 21 | La rivincita di Sterling     | Galep                   | dal 1º luglio 1953 al 21 dicembre 1953 |
| Gli sciacalli del Kansas | 22 | L'assedio alla Grande Roccia | Galep                   | dal 1º luglio 1953 al 21 dicembre 1953 |
| Gli sciacalli del Kansas | 23 | Missione disperata           | Galep                   | dal 1º luglio 1953 al 21 dicembre 1953 |
| Gli sciacalli del Kansas | 24 | Fra due fuochi               | Galep                   | dal 1º luglio 1953 al 21 dicembre 1953 |
| Gli sciacalli del Kansas | 25 | Ombre di morte               | Galep                   | dal 1º luglio 1953 al 21 dicembre 1953 |
| Gli sciacalli del Kansas | 26 | Tex tende una trappola       | Galep                   | dal 1º luglio 1953 al 21 dicembre 1953 |
| Gli sciacalli del Kansas | 27 | Dodge City                   | Galep                   | dal 1º luglio 1953 al 21 dicembre 1953 |
| Gli sciacalli del Kansas | 28 | Sulla pista di Sterling      | Galep                   | dal 1º luglio 1953 al 21 dicembre 1953 |
| Gli sciacalli del Kansas | 29 | Nel covo degli sciacalli     | Galep                   | dal 1º luglio 1953 al 21 dicembre 1953 |
| Gli sciacalli del Kansas | 30 | Battaglia al Kansas Emporium | Galep                   | dal 1º luglio 1953 al 21 dicembre 1953 |
| Gli sciacalli del Kansas | 31 | La disperata battaglia       | Galep                   | dal 1º luglio 1953 al 21 dicembre 1953 |
| Gli sciacalli del Kansas | 32 | La vendetta dei Pawnee       | Galep                   | dal 1º luglio 1953 al 21 dicembre 1953 |
| Gli sciacalli del Kansas | 33 | La fine di Lupo Bianco       | Galep                   | dal 1º luglio 1953 al 21 dicembre 1953 |
| Impronte misteriose      | 34 | Impronte misteriose          | Galep / Francesco Gamba | dal 28 dicembre 1953 al 5 aprile 1954  |
| Impronte misteriose      | 35 | Una tragica fine             | Galep / Francesco Gamba | dal 28 dicembre 1953 al 5 aprile 1954  |
| Impronte misteriose      | 36 | Nel cerchio di fuoco         | Galep / Francesco Gamba | dal 28 dicembre 1953 al 5 aprile 1954  |
| Impronte misteriose      | 37 | Un odioso attentato          | Galep                   | dal 28 dicembre 1953 al 5 aprile 1954  |
| Impronte misteriose      | 38 | L'angosciosa ricerca         | Galep / Francesco Gamba | dal 28 dicembre 1953 al 5 aprile 1954  |
| Impronte misteriose      | 39 | Kit perde la pazienza        | Galep / Francesco Gamba | dal 28 dicembre 1953 al 5 aprile 1954  |
| Impronte misteriose      | 40 | Tex entra in azione          | Galep / Francesco Gamba | dal 28 dicembre 1953 al 5 aprile 1954  |
| Impronte misteriose      | 41 | Osborne contrattacca         | Galep / Francesco Gamba | dal 28 dicembre 1953 al 5 aprile 1954  |
| Impronte misteriose      | 42 | Attacco notturno             | Galep / Francesco Gamba | dal 28 dicembre 1953 al 5 aprile 1954  |
| Impronte misteriose      | 43 | Kit Carson entra in giuoco   | Galep / Francesco Gamba | dal 28 dicembre 1953 al 5 aprile 1954  |
| Impronte misteriose      | 44 | Nuovi intrighi               | Galep / Francesco Gamba | dal 28 dicembre 1953 al 5 aprile 1954  |
| Impronte misteriose      | 45 | Il tramonto di un tiranno    | Galep / Francesco Gamba | dal 28 dicembre 1953 al 5 aprile 1954  |
| Impronte misteriose      | 46 | L'ultima carta di Osborne    | Galep / Francesco Gamba | dal 28 dicembre 1953 al 5 aprile 1954  |
| Impronte misteriose      | 47 | L'uragano di fuoco           | Galep / Francesco Gamba | dal 28 dicembre 1953 al 5 aprile 1954  |
| Impronte misteriose      | 48 | Il fantasma di Union City    | Galep / Francesco Gamba | dal 28 dicembre 1953 al 5 aprile 1954  |

1. ↑  Dai numeri 17 al 26 le matite sono opera di Lino Jeva, dal numero successivo le matite sono di Galep e le chine di Pietro Gamba.

## Serie rossa (7ª serie)
| Storia         | n. | Striscia                     | Disegni                 | Pubblicazione                           |
| -------------- | -- | ---------------------------- | ----------------------- | --------------------------------------- |
| Pista di morte | 1  | Pista di morte               | Galep / Francesco Gamba | dal 12 aprile 1954 al 20 settembre 1954 |
| Pista di morte | 2  | Un piano ardito              | Galep / Francesco Gamba | dal 12 aprile 1954 al 20 settembre 1954 |
| Pista di morte | 3  | L'impresa di Carson          | Galep / Francesco Gamba | dal 12 aprile 1954 al 20 settembre 1954 |
| Pista di morte | 4  | Un incontro insperato        | Galep / Francesco Gamba | dal 12 aprile 1954 al 20 settembre 1954 |
| Pista di morte | 5  | Kit mostra i denti           | Galep / Francesco Gamba | dal 12 aprile 1954 al 20 settembre 1954 |
| Pista di morte | 6  | Intrigo a Pine Bluff         | Galep / Francesco Gamba | dal 12 aprile 1954 al 20 settembre 1954 |
| Pista di morte | 7  | L'attacco di Rakam           | Galep / Francesco Gamba | dal 12 aprile 1954 al 20 settembre 1954 |
| Pista di morte | 8  | Sulle soglie dell'inferno    | Galep / Francesco Gamba | dal 12 aprile 1954 al 20 settembre 1954 |
| Pista di morte | 9  | Occhio per occhio            | Galep / Francesco Gamba | dal 12 aprile 1954 al 20 settembre 1954 |
| Pista di morte | 10 | Sinistra missione            | Galep / Francesco Gamba | dal 12 aprile 1954 al 20 settembre 1954 |
| Pista di morte | 11 | Ombre di morte               | Galep / Francesco Gamba | dal 12 aprile 1954 al 20 settembre 1954 |
| Pista di morte | 12 | Tex mostra i denti           | Galep / Francesco Gamba | dal 12 aprile 1954 al 20 settembre 1954 |
| Pista di morte | 13 | L'ultima sfida               | Galep / Francesco Gamba | dal 12 aprile 1954 al 20 settembre 1954 |
| Pista di morte | 14 | Sepolti vivi                 | Galep / Francesco Gamba | dal 12 aprile 1954 al 20 settembre 1954 |
| Pista di morte | 15 | La caccia di Grosso Serpente | Galep / Francesco Gamba | dal 12 aprile 1954 al 20 settembre 1954 |
| Pista di morte | 16 | Kit gioca la sua carta       | Galep / Francesco Gamba | dal 12 aprile 1954 al 20 settembre 1954 |
| Pista di morte | 17 | Fuochi nella notte           | Galep / Francesco Gamba | dal 12 aprile 1954 al 20 settembre 1954 |
| Pista di morte | 18 | L'arma segreta di Fuller     | Galep / Francesco Gamba | dal 12 aprile 1954 al 20 settembre 1954 |
| Pista di morte | 19 | La trappola di fuoco         | Galep / Francesco Gamba | dal 12 aprile 1954 al 20 settembre 1954 |
| Pista di morte | 20 | La fine di Fuller            | Galep / Francesco Gamba | dal 12 aprile 1954 al 20 settembre 1954 |
| Pista di morte | 21 | Kit Carson in pericolo       | Galep / Francesco Gamba | dal 12 aprile 1954 al 20 settembre 1954 |
| Pista di morte | 22 | L'agguato di Pawnee Creek    | Galep / Francesco Gamba | dal 12 aprile 1954 al 20 settembre 1954 |
| Pista di morte | 23 | Sul sentiero di guerra       | Galep / Francesco Gamba | dal 12 aprile 1954 al 20 settembre 1954 |
| Pista di morte | 24 | Alba di sangue               | Galep / Francesco Gamba | dal 12 aprile 1954 al 20 settembre 1954 |

## Serie azzurra (8ª serie)
| Storia                            | n. | Striscia                          | Disegni      | Pubblicazione                             |
| --------------------------------- | -- | --------------------------------- | ------------ | ----------------------------------------- |
| Avventura a Cedar Mines           | 1  | Avventura a Cedar Mines           | Galep        | dal 27 settembre 1954 all'11 ottobre 1954 |
| Avventura a Cedar Mines           | 2  | Una sera movimentata              | Galep        | dal 27 settembre 1954 all'11 ottobre 1954 |
| Avventura a Cedar Mines           | 3  | La Valle del Morto                | Galep        | dal 27 settembre 1954 all'11 ottobre 1954 |
| Il mistero delle Montagne Lucenti | 4  | Il mistero delle Montagne Lucenti | Mario Uggeri | dal 18 ottobre 1954 al 1º novembre 1954   |
| Il mistero delle Montagne Lucenti | 5  | I figli del Sole                  | Mario Uggeri | dal 18 ottobre 1954 al 1º novembre 1954   |
| Il mistero delle Montagne Lucenti | 6  | Il Picco dell'Aquila              | Mario Uggeri | dal 18 ottobre 1954 al 1º novembre 1954   |
| Yampa Flat                        | 7  | Yampa Flat                        | Galep        | dall'8 novembre 1954 al 27 dicembre 1954  |
| Yampa Flat                        | 8  | Prime nubi                        | Galep        | dall'8 novembre 1954 al 27 dicembre 1954  |
| Yampa Flat                        | 9  | Uno sceriffo in imbarazzo         | Galep        | dall'8 novembre 1954 al 27 dicembre 1954  |
| Yampa Flat                        | 10 | L'attacco di Tom Tender           | Galep        | dall'8 novembre 1954 al 27 dicembre 1954  |
| Yampa Flat                        | 11 | Uragano su Mac Coy                | Galep        | dall'8 novembre 1954 al 27 dicembre 1954  |
| Yampa Flat                        | 12 | La rivincita di Rafty             | Galep        | dall'8 novembre 1954 al 27 dicembre 1954  |
| Yampa Flat                        | 13 | La cortina di fuoco               | Galep        | dall'8 novembre 1954 al 27 dicembre 1954  |
| Yampa Flat                        | 14 | L'ultimo agguato                  | Galep        | dall'8 novembre 1954 al 27 dicembre 1954  |

## Serie gialla (9ª serie)
| Storia           | n. | Striscia                     | Disegni | Pubblicazione                        |
| ---------------- | -- | ---------------------------- | ------- | ------------------------------------ |
| La croce tragica | 1  | La croce tragica             | Galep   | dal 2 gennaio 1955 al 1º maggio 1955 |
| La croce tragica | 2  | Un assedio pericoloso        | Galep   | dal 2 gennaio 1955 al 1º maggio 1955 |
| La croce tragica | 3  | L'attacco di Devil's Hill    | Galep   | dal 2 gennaio 1955 al 1º maggio 1955 |
| La croce tragica | 4  | Lotta per la vita            | Galep   | dal 2 gennaio 1955 al 1º maggio 1955 |
| La croce tragica | 5  | Nella roccaforte dei mormoni | Galep   | dal 2 gennaio 1955 al 1º maggio 1955 |
| La croce tragica | 6  | Tracce di sangue             | Galep   | dal 2 gennaio 1955 al 1º maggio 1955 |
| La croce tragica | 7  | Uno strano messaggio         | Galep   | dal 2 gennaio 1955 al 1º maggio 1955 |
| La croce tragica | 8  | Attacco di sorpresa          | Galep   | dal 2 gennaio 1955 al 1º maggio 1955 |
| La croce tragica | 9  | La fuga da Devil's Hill      | Galep   | dal 2 gennaio 1955 al 1º maggio 1955 |
| La croce tragica | 10 | Il passo di Conestoga        | Galep   | dal 2 gennaio 1955 al 1º maggio 1955 |
| La croce tragica | 11 | Piani di guerra              | Galep   | dal 2 gennaio 1955 al 1º maggio 1955 |
| La croce tragica | 12 | Nelle mani dei Daniti        | Galep   | dal 2 gennaio 1955 al 1º maggio 1955 |
| La croce tragica | 13 | Le rocce rosse               | Galep   | dal 2 gennaio 1955 al 1º maggio 1955 |
| La croce tragica | 14 | La carovana assediata        | Galep   | dal 2 gennaio 1955 al 1º maggio 1955 |
| La croce tragica | 15 | Kit entra in azione          | Galep   | dal 2 gennaio 1955 al 1º maggio 1955 |
| La croce tragica | 16 | Senza pietà                  | Galep   | dal 2 gennaio 1955 al 1º maggio 1955 |
| La croce tragica | 17 | L'ultimo colpo di Dene Fish  | Galep   | dal 2 gennaio 1955 al 1º maggio 1955 |
| La croce tragica | 18 | Il gioco è fatto             | Galep   | dal 2 gennaio 1955 al 1º maggio 1955 |

## Serie smeraldo (10ª serie)
| Storia                | n. | Striscia                | Disegni                 | Pubblicazione                         |
| --------------------- | -- | ----------------------- | ----------------------- | ------------------------------------- |
| Piutes!               | 1  | Piutes!                 | Galep                   | dall'8 maggio 1955 al 12 giugno 1955  |
| Piutes!               | 2  | Assassinio a Kaypa City | Galep                   | dall'8 maggio 1955 al 12 giugno 1955  |
| Piutes!               | 3  | Volpe Rossa             | Galep                   | dall'8 maggio 1955 al 12 giugno 1955  |
| Piutes!               | 4  | La vendetta di Tex      | Galep                   | dall'8 maggio 1955 al 12 giugno 1955  |
| Piutes!               | 5  | La fuga di Holt         | Galep                   | dall'8 maggio 1955 al 12 giugno 1955  |
| Piutes!               | 6  | La trappola si chiude   | Galep                   | dall'8 maggio 1955 al 12 giugno 1955  |
| La traccia di sangue  | 7  | La traccia di sangue    | Galep                   | dal 19 giugno 1955 al 14 agosto 1955  |
| La traccia di sangue  | 8  | Prendeteli vivi         | Galep                   | dal 19 giugno 1955 al 14 agosto 1955  |
| La traccia di sangue  | 9  | La danza degli spettri  | Galep                   | dal 19 giugno 1955 al 14 agosto 1955  |
| La traccia di sangue  | 10 | Un incontro fortunato   | Galep                   | dal 19 giugno 1955 al 14 agosto 1955  |
| La traccia di sangue  | 11 | Il Colle degli Avvoltoi | Galep                   | dal 19 giugno 1955 al 14 agosto 1955  |
| La traccia di sangue  | 12 | Assedio nella boscaglia | Galep                   | dal 19 giugno 1955 al 14 agosto 1955  |
| La traccia di sangue  | 13 | Al palo di tortura      | Galep                   | dal 19 giugno 1955 al 14 agosto 1955  |
| La traccia di sangue  | 14 | Fuga nella notte        | Galep                   | dal 19 giugno 1955 al 14 agosto 1955  |
| La traccia di sangue  | 15 | L'ultima battaglia      | Galep                   | dal 19 giugno 1955 al 14 agosto 1955  |
| L'enigma del feticcio | 16 | L'enigma del feticcio   | Galep / Francesco Gamba | dal 21 agosto 1955 al 6 novembre 1955 |
| L'enigma del feticcio | 17 | La città morta          | Galep / Francesco Gamba | dal 21 agosto 1955 al 6 novembre 1955 |
| L'enigma del feticcio | 18 | La Valle del Bisonte    | Galep / Francesco Gamba | dal 21 agosto 1955 al 6 novembre 1955 |
| L'enigma del feticcio | 19 | Attacco di sorpresa     | Galep / Francesco Gamba | dal 21 agosto 1955 al 6 novembre 1955 |
| L'enigma del feticcio | 20 | Lotta nel tempio        | Galep / Francesco Gamba | dal 21 agosto 1955 al 6 novembre 1955 |
| L'enigma del feticcio | 21 | L'idolo infranto        | Galep / Francesco Gamba | dal 21 agosto 1955 al 6 novembre 1955 |
| L'enigma del feticcio | 22 | La valle maledetta      | Galep / Francesco Gamba | dal 21 agosto 1955 al 6 novembre 1955 |
| L'enigma del feticcio | 23 | Fuga nell'ombra         | Galep / Francesco Gamba | dal 21 agosto 1955 al 6 novembre 1955 |
| L'enigma del feticcio | 24 | Morte nel deserto       | Galep / Francesco Gamba | dal 21 agosto 1955 al 6 novembre 1955 |
| L'enigma del feticcio | 25 | Un piano criminoso      | Galep / Francesco Gamba | dal 21 agosto 1955 al 6 novembre 1955 |
| L'enigma del feticcio | 26 | L'agguato               | Galep / Francesco Gamba | dal 21 agosto 1955 al 6 novembre 1955 |
| L'enigma del feticcio | 27 | La fine della traccia   | Galep / Francesco Gamba | dal 21 agosto 1955 al 6 novembre 1955 |

## Serie rubino (11ª serie)
| Storia          | n. | Striscia                       | Disegni                 | Pubblicazione                           |
| --------------- | -- | ------------------------------ | ----------------------- | --------------------------------------- |
| Traccia tragica | 1  | Traccia tragica                | Galep                   | dal 13 novembre 1955 all'8 gennaio 1956 |
| Traccia tragica | 2  | Un incontro inatteso           | Galep                   | dal 13 novembre 1955 all'8 gennaio 1956 |
| Traccia tragica | 3  | Al "Silver Nugget"             | Galep                   | dal 13 novembre 1955 all'8 gennaio 1956 |
| Traccia tragica | 4  | Un cugino imbarazzante         | Galep                   | dal 13 novembre 1955 all'8 gennaio 1956 |
| Traccia tragica | 5  | Complotti nell'ombra           | Galep                   | dal 13 novembre 1955 all'8 gennaio 1956 |
| Traccia tragica | 6  | Tex attacca                    | Galep                   | dal 13 novembre 1955 all'8 gennaio 1956 |
| Traccia tragica | 7  | Whisky Bill                    | Galep                   | dal 13 novembre 1955 all'8 gennaio 1956 |
| Traccia tragica | 8  | Incontro nel deserto           | Galep                   | dal 13 novembre 1955 all'8 gennaio 1956 |
| Traccia tragica | 9  | Il tesoro nascosto             | Galep                   | dal 13 novembre 1955 all'8 gennaio 1956 |
| Frecce Nere     | 10 | Na-Ho-Mah, la strega           | Galep                   | dal 15 gennaio 1956 all'11 marzo 1956   |
| Frecce Nere     | 11 | Frecce nere                    | Galep                   | dal 15 gennaio 1956 all'11 marzo 1956   |
| Frecce Nere     | 12 | La danza della morte           | Galep / Francesco Gamba | dal 15 gennaio 1956 all'11 marzo 1956   |
| Frecce Nere     | 13 | La tigre di pietra             | Galep / Francesco Gamba | dal 15 gennaio 1956 all'11 marzo 1956   |
| Frecce Nere     | 14 | Nei sotterranei dell'idolo     | Galep / Francesco Gamba | dal 15 gennaio 1956 all'11 marzo 1956   |
| Frecce Nere     | 15 | L'attacco di Tahzay            | Galep / Francesco Gamba | dal 15 gennaio 1956 all'11 marzo 1956   |
| Frecce Nere     | 16 | L'enigma della tigre di pietra | Galep / Francesco Gamba | dal 15 gennaio 1956 all'11 marzo 1956   |
| Frecce Nere     | 17 | La scomparsa di Bart           | Galep / Francesco Gamba | dal 15 gennaio 1956 all'11 marzo 1956   |
| Frecce Nere     | 18 | L'anaconda                     | Galep / Francesco Gamba | dal 15 gennaio 1956 all'11 marzo 1956   |

## Serie topazio (12ª serie)
| Storia                   | n. | Striscia                  | Disegni | Pubblicazione                        |
| ------------------------ | -- | ------------------------- | ------- | ------------------------------------ |
| La rivolta degli Apaches | 1  | La rivolta degli Apaches  | Galep   | dal 18 marzo 1956 al 3 giugno 1956   |
| La rivolta degli Apaches | 2  | Agguato a Tonto Creek     | Galep   | dal 18 marzo 1956 al 3 giugno 1956   |
| La rivolta degli Apaches | 3  | Traccia di sangue         | Galep   | dal 18 marzo 1956 al 3 giugno 1956   |
| La rivolta degli Apaches | 4  | L'attacco di Rayakura     | Galep   | dal 18 marzo 1956 al 3 giugno 1956   |
| La rivolta degli Apaches | 5  | Il fiume sotterraneo      | Galep   | dal 18 marzo 1956 al 3 giugno 1956   |
| La rivolta degli Apaches | 6  | L'assedio al posto n. 6   | Galep   | dal 18 marzo 1956 al 3 giugno 1956   |
| La rivolta degli Apaches | 7  | Fuga nella notte          | Galep   | dal 18 marzo 1956 al 3 giugno 1956   |
| La rivolta degli Apaches | 8  | Estrema difesa            | Galep   | dal 18 marzo 1956 al 3 giugno 1956   |
| La rivolta degli Apaches | 9  | Il re dei tiratori        | Galep   | dal 18 marzo 1956 al 3 giugno 1956   |
| La rivolta degli Apaches | 10 | Il massacro di Aultman    | Galep   | dal 18 marzo 1956 al 3 giugno 1956   |
| La rivolta degli Apaches | 11 | Tragico assedio           | Galep   | dal 18 marzo 1956 al 3 giugno 1956   |
| La rivolta degli Apaches | 12 | Squaw Peak                | Galep   | dal 18 marzo 1956 al 3 giugno 1956   |
| Missione a Las Vegas     | 13 | Missione a Las Vegas      | Galep   | dal 10 giugno 1956 al 24 giugno 1956 |
| Missione a Las Vegas     | 14 | Un vile attentato         | Galep   | dal 10 giugno 1956 al 24 giugno 1956 |
| Missione a Las Vegas     | 15 | Agguato alla Central Bank | Galep   | dal 10 giugno 1956 al 24 giugno 1956 |

## Serie Arizona (13ª serie)
| Storia                 | n. | Striscia                   | Disegni | Pubblicazione                             |
| ---------------------- | -- | -------------------------- | ------- | ----------------------------------------- |
| Un incarico pericoloso | 1  | Un incarico pericoloso     | Galep   | dal 1º luglio 1956 al 16 settembre 1956   |
| Un incarico pericoloso | 2  | I sicari di Landers        | Galep   | dal 1º luglio 1956 al 16 settembre 1956   |
| Un incarico pericoloso | 3  | Un testimone ostinato      | Galep   | dal 1º luglio 1956 al 16 settembre 1956   |
| Un incarico pericoloso | 4  | La morte in agguato        | Galep   | dal 1º luglio 1956 al 16 settembre 1956   |
| Un incarico pericoloso | 5  | Tex indaga                 | Galep   | dal 1º luglio 1956 al 16 settembre 1956   |
| Un incarico pericoloso | 6  | Tex salda il conto         | Galep   | dal 1º luglio 1956 al 16 settembre 1956   |
| Un incarico pericoloso | 7  | Morte al Golden Nugget     | Galep   | dal 1º luglio 1956 al 16 settembre 1956   |
| Un incarico pericoloso | 8  | Dinamite                   | Galep   | dal 1º luglio 1956 al 16 settembre 1956   |
| Un incarico pericoloso | 9  | Caccia pericolosa          | Galep   | dal 1º luglio 1956 al 16 settembre 1956   |
| Un incarico pericoloso | 10 | L'attacco al ranch         | Galep   | dal 1º luglio 1956 al 16 settembre 1956   |
| Un incarico pericoloso | 11 | La vendetta di Black Kerry | Galep   | dal 1º luglio 1956 al 16 settembre 1956   |
| Un incarico pericoloso | 12 | Una partita interrotta     | Galep   | dal 1º luglio 1956 al 16 settembre 1956   |
| Il Coyote Nero         | 13 | Il Coyote Nero             | Galep   | dal 23 settembre 1956 al 19 novembre 1956 |
| Il Coyote Nero         | 14 | Attentato a S. Rafael      | Galep   | dal 23 settembre 1956 al 19 novembre 1956 |
| Il Coyote Nero         | 15 | Il crepaccio tragico       | Galep   | dal 23 settembre 1956 al 19 novembre 1956 |
| Il Coyote Nero         | 16 | La scomparsa di Kate       | Galep   | dal 23 settembre 1956 al 19 novembre 1956 |
| Il Coyote Nero         | 17 | Tawai, lo stregone pueblos | Galep   | dal 23 settembre 1956 al 19 novembre 1956 |
| Il Coyote Nero         | 18 | Nel lago sotterraneo       | Galep   | dal 23 settembre 1956 al 19 novembre 1956 |
| Il Coyote Nero         | 19 | La foto rivelatrice        | Galep   | dal 23 settembre 1956 al 19 novembre 1956 |
| Il Coyote Nero         | 20 | La trappola di Tex         | Galep   | dal 23 settembre 1956 al 19 novembre 1956 |
| Il Coyote Nero         | 21 | La fine del Coyote         | Galep   | dal 23 settembre 1956 al 19 novembre 1956 |

## Serie California (14ª serie)
| Storia                  | n. | Striscia                         | Disegni                 | Pubblicazione                        |
| ----------------------- | -- | -------------------------------- | ----------------------- | ------------------------------------ |
| I Cavalieri della Notte | 1  | I Cavalieri della Notte          | Galep / Francesco Gamba | dal 26 novembre 1956 al 4 marzo 1957 |
| I Cavalieri della Notte | 2  | Attacco notturno                 | Galep / Francesco Gamba | dal 26 novembre 1956 al 4 marzo 1957 |
| I Cavalieri della Notte | 3  | Agguato a Sulfur                 | Galep / Francesco Gamba | dal 26 novembre 1956 al 4 marzo 1957 |
| I Cavalieri della Notte | 4  | Il segreto della miniera         | Galep / Francesco Gamba | dal 26 novembre 1956 al 4 marzo 1957 |
| I Cavalieri della Notte | 5  | Un arrivo inatteso               | Galep / Francesco Gamba | dal 26 novembre 1956 al 4 marzo 1957 |
| I Cavalieri della Notte | 6  | Gideon attacca                   | Galep / Francesco Gamba | dal 26 novembre 1956 al 4 marzo 1957 |
| I Cavalieri della Notte | 7  | Il rapimento di Rita Desmond     | Galep / Francesco Gamba | dal 26 novembre 1956 al 4 marzo 1957 |
| I Cavalieri della Notte | 8  | Il pazzo del Monte Superstizione | Galep / Francesco Gamba | dal 26 novembre 1956 al 4 marzo 1957 |
| I Cavalieri della Notte | 9  | Old Pawnee Bill                  | Galep / Francesco Gamba | dal 26 novembre 1956 al 4 marzo 1957 |
| I Cavalieri della Notte | 10 | Un ignobile furfante             | Galep / Francesco Gamba | dal 26 novembre 1956 al 4 marzo 1957 |
| I Cavalieri della Notte | 11 | L'attacco di Sulfur              | Galep / Francesco Gamba | dal 26 novembre 1956 al 4 marzo 1957 |
| I Cavalieri della Notte | 12 | La vendetta di Kiowa             | Galep / Francesco Gamba | dal 26 novembre 1956 al 4 marzo 1957 |
| I Cavalieri della Notte | 13 | La tragedia della baracca        | Galep / Francesco Gamba | dal 26 novembre 1956 al 4 marzo 1957 |
| I Cavalieri della Notte | 14 | Morte in agguato                 | Galep / Francesco Gamba | dal 26 novembre 1956 al 4 marzo 1957 |
| I Cavalieri della Notte | 15 | Giustizia!                       | Galep / Francesco Gamba | dal 26 novembre 1956 al 4 marzo 1957 |

## Serie Kansas (15ª serie)
| Storia                    | n. | Striscia                    | Disegni | Pubblicazione                        |
| ------------------------- | -- | --------------------------- | ------- | ------------------------------------ |
| La traccia nel deserto    | 1  | La traccia nel deserto      | Galep   | dall'11 marzo 1957 al 6 maggio 1957  |
| La traccia nel deserto    | 2  | L'assalto al Kansas-Pacific | Galep   | dall'11 marzo 1957 al 6 maggio 1957  |
| La traccia nel deserto    | 3  | Attentato a Clift House     | Galep   | dall'11 marzo 1957 al 6 maggio 1957  |
| La traccia nel deserto    | 4  | La Mesa Verde               | Galep   | dall'11 marzo 1957 al 6 maggio 1957  |
| La traccia nel deserto    | 5  | La vendetta dell'Ute        | Galep   | dall'11 marzo 1957 al 6 maggio 1957  |
| La traccia nel deserto    | 6  | Agguato sul sentiero        | Galep   | dall'11 marzo 1957 al 6 maggio 1957  |
| La traccia nel deserto    | 7  | Un incontro movimentato     | Galep   | dall'11 marzo 1957 al 6 maggio 1957  |
| La traccia nel deserto    | 8  | La banda di Sam Culver      | Galep   | dall'11 marzo 1957 al 6 maggio 1957  |
| La traccia nel deserto    | 9  | L'ultima impresa            | Galep   | dall'11 marzo 1957 al 6 maggio 1957  |
| L'uomo dalle quattro dita | 10 | L'uomo dalle quattro dita   | Galep   | dal 13 maggio 1957 al 29 luglio 1957 |
| L'uomo dalle quattro dita | 11 | La morte aspetta nel buio   | Galep   | dal 13 maggio 1957 al 29 luglio 1957 |
| L'uomo dalle quattro dita | 12 | L'enigma delle tracce       | Galep   | dal 13 maggio 1957 al 29 luglio 1957 |
| L'uomo dalle quattro dita | 13 | Veleno!                     | Galep   | dal 13 maggio 1957 al 29 luglio 1957 |
| L'uomo dalle quattro dita | 14 | Intrighi nell'ombra         | Galep   | dal 13 maggio 1957 al 29 luglio 1957 |
| L'uomo dalle quattro dita | 15 | La trappola di fuoco        | Galep   | dal 13 maggio 1957 al 29 luglio 1957 |
| L'uomo dalle quattro dita | 16 | Caccia notturna             | Galep   | dal 13 maggio 1957 al 29 luglio 1957 |
| L'uomo dalle quattro dita | 17 | Il cerchio si stringe       | Galep   | dal 13 maggio 1957 al 29 luglio 1957 |
| L'uomo dalle quattro dita | 18 | Un delitto misterioso       | Galep   | dal 13 maggio 1957 al 29 luglio 1957 |
| L'uomo dalle quattro dita | 19 | Agguato mortale             | Galep   | dal 13 maggio 1957 al 29 luglio 1957 |
| L'uomo dalle quattro dita | 20 | Luis, il meticcio           | Galep   | dal 13 maggio 1957 al 29 luglio 1957 |
| L'uomo dalle quattro dita | 21 | Partita chiusa!             | Galep   | dal 13 maggio 1957 al 29 luglio 1957 |

## Serie Nevada (16ª serie)
| Storia           | n. | Striscia                    | Disegni                 | Pubblicazione                        |
| ---------------- | -- | --------------------------- | ----------------------- | ------------------------------------ |
| Pat, l'irlandese | 1  | Pat, l'irlandese            | Galep / Francesco Gamba | dal 5 agosto 1957 al 9 novembre 1957 |
| Pat, l'irlandese | 2  | Un incontro fuori programma | Galep / Francesco Gamba | dal 5 agosto 1957 al 9 novembre 1957 |
| Pat, l'irlandese | 3  | Un barman sfortunato        | Galep / Francesco Gamba | dal 5 agosto 1957 al 9 novembre 1957 |
| Pat, l'irlandese | 4  | Sulle tracce di Lucky       | Galep / Francesco Gamba | dal 5 agosto 1957 al 9 novembre 1957 |
| Pat, l'irlandese | 5  | Attacco notturno            | Galep / Francesco Gamba | dal 5 agosto 1957 al 9 novembre 1957 |
| Pat, l'irlandese | 6  | Sul sentiero della vendetta | Galep / Francesco Gamba | dal 5 agosto 1957 al 9 novembre 1957 |
| Pat, l'irlandese | 7  | La valle tragica            | Galep / Francesco Gamba | dal 5 agosto 1957 al 9 novembre 1957 |
| Pat, l'irlandese | 8  | Il pueblo di Culebras       | Galep / Francesco Gamba | dal 5 agosto 1957 al 9 novembre 1957 |
| Pat, l'irlandese | 9  | Un difficile assedio        | Galep / Francesco Gamba | dal 5 agosto 1957 al 9 novembre 1957 |
| Pat, l'irlandese | 10 | La fine di Plute Bill       | Galep / Francesco Gamba | dal 5 agosto 1957 al 9 novembre 1957 |
| Pat, l'irlandese | 11 | Un drammatico malinteso     | Galep / Francesco Gamba | dal 5 agosto 1957 al 9 novembre 1957 |
| Pat, l'irlandese | 12 | Clem, la spia               | Galep / Francesco Gamba | dal 5 agosto 1957 al 9 novembre 1957 |
| Pat, l'irlandese | 13 | Attacco al ranch            | Galep / Francesco Gamba | dal 5 agosto 1957 al 9 novembre 1957 |
| Pat, l'irlandese | 14 | La carica di Pat            | Galep / Francesco Gamba | dal 5 agosto 1957 al 9 novembre 1957 |
| Pat, l'irlandese | 15 | Tex chiude il conto         | Galep / Francesco Gamba | dal 5 agosto 1957 al 9 novembre 1957 |

## Serie Gila (17ª serie)
| Storia               | n. | Striscia               | Disegni                 | Pubblicazione                            |
| -------------------- | -- | ---------------------- | ----------------------- | ---------------------------------------- |
| Il totem nel deserto | 1  | Il totem nel deserto   | Galep / Francesco Gamba | dal 16 novembre 1957 al 1º febbraio 1958 |
| Il totem nel deserto | 2  | La mesa misteriosa     | Galep / Francesco Gamba | dal 16 novembre 1957 al 1º febbraio 1958 |
| Il totem nel deserto | 3  | Il deserto di pietra   | Galep / Francesco Gamba | dal 16 novembre 1957 al 1º febbraio 1958 |
| Il totem nel deserto | 4  | Sinistri incontri      | Galep / Francesco Gamba | dal 16 novembre 1957 al 1º febbraio 1958 |
| Il totem nel deserto | 5  | Sulle tracce di Vindex | Galep / Francesco Gamba | dal 16 novembre 1957 al 1º febbraio 1958 |
| Il totem nel deserto | 6  | Sangue sul deserto     | Galep / Francesco Gamba | dal 16 novembre 1957 al 1º febbraio 1958 |
| Il totem nel deserto | 7  | Tex tende una trappola | Galep / Francesco Gamba | dal 16 novembre 1957 al 1º febbraio 1958 |
| Il totem nel deserto | 8  | L'attacco dei puma     | Galep / Francesco Gamba | dal 16 novembre 1957 al 1º febbraio 1958 |
| Il totem nel deserto | 9  | Fiamme sulla mesa      | Galep / Francesco Gamba | dal 16 novembre 1957 al 1º febbraio 1958 |
| Il totem nel deserto | 10 | Nelle mani di Vindex   | Galep / Francesco Gamba | dal 16 novembre 1957 al 1º febbraio 1958 |
| Il totem nel deserto | 11 | L'evasione             | Galep / Francesco Gamba | dal 16 novembre 1957 al 1º febbraio 1958 |
| Il totem nel deserto | 12 | La fine di un regno    | Galep / Francesco Gamba | dal 16 novembre 1957 al 1º febbraio 1958 |

## Serie Colorado (18ª serie)
| Storia                | n. | Striscia                    | Disegni | Pubblicazione                          |
| --------------------- | -- | --------------------------- | ------- | -------------------------------------- |
| Attentato a Montezuma | 1  | Attentato a Montezuma       | Galep   | dall'8 febbraio 1958 al 26 aprile 1958 |
| Attentato a Montezuma | 2  | La fine di una spia         | Galep   | dall'8 febbraio 1958 al 26 aprile 1958 |
| Attentato a Montezuma | 3  | A carte scoperta            | Galep   | dall'8 febbraio 1958 al 26 aprile 1958 |
| Attentato a Montezuma | 4  | Una serata al Golden Nugget | Galep   | dall'8 febbraio 1958 al 26 aprile 1958 |
| Attentato a Montezuma | 5  | Volpe Rossa                 | Galep   | dall'8 febbraio 1958 al 26 aprile 1958 |
| Attentato a Montezuma | 6  | Comanches                   | Galep   | dall'8 febbraio 1958 al 26 aprile 1958 |
| Attentato a Montezuma | 7  | Carson in trappola          | Galep   | dall'8 febbraio 1958 al 26 aprile 1958 |
| Attentato a Montezuma | 8  | Una carta rischiosa         | Galep   | dall'8 febbraio 1958 al 26 aprile 1958 |
| Attentato a Montezuma | 9  | Agguato sul Sandy Creek     | Galep   | dall'8 febbraio 1958 al 26 aprile 1958 |
| Attentato a Montezuma | 10 | Pat non ha fortuna          | Galep   | dall'8 febbraio 1958 al 26 aprile 1958 |
| Attentato a Montezuma | 11 | Resa dei conti              | Galep   | dall'8 febbraio 1958 al 26 aprile 1958 |
| Attentato a Montezuma | 12 | L'ultima battaglia          | Galep   | dall'8 febbraio 1958 al 26 aprile 1958 |

## Serie Pecos (19ª serie)
| Storia                   | n. | Striscia                     | Disegni         | Pubblicazione                       |
| ------------------------ | -- | ---------------------------- | --------------- | ----------------------------------- |
| Incidente a Fullertown   | 1  | Incidente a Fullertown       | Galep           | dal 3 maggio 1958 al 26 luglio 1958 |
| Incidente a Fullertown   | 2  | Una corsa pericolosa         | Galep           | dal 3 maggio 1958 al 26 luglio 1958 |
| Incidente a Fullertown   | 3  | Il villaggio fantasma        | Galep           | dal 3 maggio 1958 al 26 luglio 1958 |
| Incidente a Fullertown   | 4  | Drammatico incontro          | Galep           | dal 3 maggio 1958 al 26 luglio 1958 |
| Incidente a Fullertown   | 5  | Un'infernale partita         | Galep           | dal 3 maggio 1958 al 26 luglio 1958 |
| Incidente a Fullertown   | 6  | Tex dà una lezione           | Galep           | dal 3 maggio 1958 al 26 luglio 1958 |
| Incidente a Fullertown   | 7  | Uno strano predicatore       | Galep           | dal 3 maggio 1958 al 26 luglio 1958 |
| Incidente a Fullertown   | 8  | Caccia al fantasma           | Galep           | dal 3 maggio 1958 al 26 luglio 1958 |
| Incidente a Fullertown   | 9  | Falsa accusa                 | Galep           | dal 3 maggio 1958 al 26 luglio 1958 |
| Incidente a Fullertown   | 10 | La spia                      | Galep           | dal 3 maggio 1958 al 26 luglio 1958 |
| Incidente a Fullertown   | 11 | Spedizione notturna          | Galep           | dal 3 maggio 1958 al 26 luglio 1958 |
| Incidente a Fullertown   | 12 | Resa dei conti               | Galep           | dal 3 maggio 1958 al 26 luglio 1958 |
| Incidente a Fullertown   | 13 | L'ultima impresa dei Brenton | Galep           | dal 3 maggio 1958 al 26 luglio 1958 |
| La regina dei fuorilegge | 14 | La regina dei fuorilegge     | Francesco Gamba | dal 2 agosto 1958 al 30 agosto 1958 |
| La regina dei fuorilegge | 15 | Attacco sul Pecos            | Francesco Gamba | dal 2 agosto 1958 al 30 agosto 1958 |
| La regina dei fuorilegge | 16 | Uno contro cinque            | Francesco Gamba | dal 2 agosto 1958 al 30 agosto 1958 |
| La regina dei fuorilegge | 17 | Uno straniero imbarazzante   | Francesco Gamba | dal 2 agosto 1958 al 30 agosto 1958 |
| La regina dei fuorilegge | 18 | La fine di Lily Bent         | Francesco Gamba | dal 2 agosto 1958 al 30 agosto 1958 |

## Serie Oklahoma (20ª serie)
| Storia           | n. | Striscia                          | Disegni | Pubblicazione                           |
| ---------------- | -- | --------------------------------- | ------- | --------------------------------------- |
| L'asso di picche | 1  | L'asso di picche                  | Galep   | dal 6 settembre 1958 al 5 dicembre 1958 |
| L'asso di picche | 2  | Il sinistro messaggio             | Galep   | dal 6 settembre 1958 al 5 dicembre 1958 |
| L'asso di picche | 3  | Una partita interrotta            | Galep   | dal 6 settembre 1958 al 5 dicembre 1958 |
| L'asso di picche | 4  | Tex dà un avvertimento            | Galep   | dal 6 settembre 1958 al 5 dicembre 1958 |
| L'asso di picche | 5  | Situazione disperata              | Galep   | dal 6 settembre 1958 al 5 dicembre 1958 |
| L'asso di picche | 6  | L'affondamento della "Belle Star" | Galep   | dal 6 settembre 1958 al 5 dicembre 1958 |
| L'asso di picche | 7  | Ospiti pericolosi                 | Galep   | dal 6 settembre 1958 al 5 dicembre 1958 |
| L'asso di picche | 8  | Intrigo a New Orleans             | Galep   | dal 6 settembre 1958 al 5 dicembre 1958 |
| L'asso di picche | 9  | Il ricatto di Milton              | Galep   | dal 6 settembre 1958 al 5 dicembre 1958 |
| L'asso di picche | 10 | Incursione al "Savanna Club"      | Galep   | dal 6 settembre 1958 al 5 dicembre 1958 |
| L'asso di picche | 11 | Nella trappola di fuoco           | Galep   | dal 6 settembre 1958 al 5 dicembre 1958 |
| L'asso di picche | 12 | La scomparsa di Lily Dorsey       | Galep   | dal 6 settembre 1958 al 5 dicembre 1958 |
| L'asso di picche | 13 | Scontro sul lago                  | Galep   | dal 6 settembre 1958 al 5 dicembre 1958 |
| L'asso di picche | 14 | Sabbie mobili                     | Galep   | dal 6 settembre 1958 al 5 dicembre 1958 |

## Serie Mefisto (21ª serie)
| Storia                     | n. | Striscia                     | Disegni         | Pubblicazione                          |
| -------------------------- | -- | ---------------------------- | --------------- | -------------------------------------- |
| Il figlio del fuoco        | 1  | La Mesa degli Scheletri      | Galep           | dal 12 dicembre 1958 al 15 maggio 1959 |
| Il figlio del fuoco        | 2  | Insidia nel deserto          | Galep           | dal 12 dicembre 1958 al 15 maggio 1959 |
| Il figlio del fuoco        | 3  | Il canyon della morte        | Galep           | dal 12 dicembre 1958 al 15 maggio 1959 |
| Il figlio del fuoco        | 4  | I lanciatori di dardi        | Galep           | dal 12 dicembre 1958 al 15 maggio 1959 |
| Il figlio del fuoco        | 5  | La testa di serpente         | Galep           | dal 12 dicembre 1958 al 15 maggio 1959 |
| Il figlio del fuoco        | 6  | Il figlio del fuoco          | Galep           | dal 12 dicembre 1958 al 15 maggio 1959 |
| Il figlio del fuoco        | 7  | Nel covo di Mefisto          | Galep           | dal 12 dicembre 1958 al 15 maggio 1959 |
| Il figlio del fuoco        | 8  | La capanna sul Colorado      | Galep           | dal 12 dicembre 1958 al 15 maggio 1959 |
| Il figlio del fuoco        | 9  | Sospesi sull'abisso          | Galep           | dal 12 dicembre 1958 al 15 maggio 1959 |
| Il figlio del fuoco        | 10 | La gola della morte          | Galep           | dal 12 dicembre 1958 al 15 maggio 1959 |
| Il figlio del fuoco        | 11 | Le rapide del Cavallo Bianco | Galep           | dal 12 dicembre 1958 al 15 maggio 1959 |
| Il figlio del fuoco        | 12 | L'agguato degli Hualpai      | Galep           | dal 12 dicembre 1958 al 15 maggio 1959 |
| Il figlio del fuoco        | 13 | Il ponte tragico             | Galep           | dal 12 dicembre 1958 al 15 maggio 1959 |
| Il figlio del fuoco        | 14 | Mefisto, il mago             | Galep           | dal 12 dicembre 1958 al 15 maggio 1959 |
| Il figlio del fuoco        | 15 | Un diabolico piano           | Galep           | dal 12 dicembre 1958 al 15 maggio 1959 |
| Il figlio del fuoco        | 16 | Kit contro Tex               | Galep           | dal 12 dicembre 1958 al 15 maggio 1959 |
| Il figlio del fuoco        | 17 | La fuga di Mefisto           | Galep           | dal 12 dicembre 1958 al 15 maggio 1959 |
| Il figlio del fuoco        | 18 | Fuorilegge!                  | Galep           | dal 12 dicembre 1958 al 15 maggio 1959 |
| Il figlio del fuoco        | 19 | Caccia ai banditi            | Galep           | dal 12 dicembre 1958 al 15 maggio 1959 |
| Il figlio del fuoco        | 20 | Un intrigo infernale         | Galep           | dal 12 dicembre 1958 al 15 maggio 1959 |
| Il figlio del fuoco        | 21 | La grande caccia             | Galep           | dal 12 dicembre 1958 al 15 maggio 1959 |
| Il figlio del fuoco        | 22 | Pista mortale                | Galep           | dal 12 dicembre 1958 al 15 maggio 1959 |
| Il figlio del fuoco        | 23 | La fine di un incubo         | Galep           | dal 12 dicembre 1958 al 15 maggio 1959 |
| Sulla frontiera del Nevada | 24 | Sulla frontiera del Nevada   | Francesco Gamba | dal 23 maggio 1959 al 26 giugno 1959   |
| Sulla frontiera del Nevada | 25 | Tex indaga                   | Francesco Gamba | dal 23 maggio 1959 al 26 giugno 1959   |
| Sulla frontiera del Nevada | 26 | Rappresaglia                 | Francesco Gamba | dal 23 maggio 1959 al 26 giugno 1959   |
| Sulla frontiera del Nevada | 27 | Rinnegato                    | Francesco Gamba | dal 23 maggio 1959 al 26 giugno 1959   |
| Sulla frontiera del Nevada | 28 | Sulle tracce di Lucy         | Francesco Gamba | dal 23 maggio 1959 al 26 giugno 1959   |
| Sulla frontiera del Nevada | 29 | Giustizia!                   | Francesco Gamba | dal 23 maggio 1959 al 26 giugno 1959   |

## Serie Rio Bravo (22ª serie)
| Storia             | n. | Striscia                    | Disegni                 | Pubblicazione                             |
| ------------------ | -- | --------------------------- | ----------------------- | ----------------------------------------- |
| Oro                | 1  | Oro                         | Galep                   | dal 3 luglio 1959 al 4 settembre 1959     |
| Oro                | 2  | L'uomo del teschio          | Galep                   | dal 3 luglio 1959 al 4 settembre 1959     |
| Oro                | 3  | L'agguato dei Navajos       | Galep                   | dal 3 luglio 1959 al 4 settembre 1959     |
| Oro                | 4  | Doppio gioco!               | Galep                   | dal 3 luglio 1959 al 4 settembre 1959     |
| Oro                | 5  | Fuoco su Goldenville        | Galep                   | dal 3 luglio 1959 al 4 settembre 1959     |
| Oro                | 6  | Sulla pista di Cristal City | Galep                   | dal 3 luglio 1959 al 4 settembre 1959     |
| Oro                | 7  | La trappola                 | Galep                   | dal 3 luglio 1959 al 4 settembre 1959     |
| Oro                | 8  | Momenti difficili           | Galep                   | dal 3 luglio 1959 al 4 settembre 1959     |
| Oro                | 9  | Incursione notturna         | Galep                   | dal 3 luglio 1959 al 4 settembre 1959     |
| Oro                | 10 | L'incendio a Goldenville    | Galep                   | dal 3 luglio 1959 al 4 settembre 1959     |
| Sangue sui pascoli | 11 | Sangue sui pascoli          | Galep / Francesco Gamba | dall'11 settembre 1959 al 16 ottobre 1959 |
| Sangue sui pascoli | 12 | Filo spinato!               | Galep / Francesco Gamba | dall'11 settembre 1959 al 16 ottobre 1959 |
| Sangue sui pascoli | 13 | Tex fa uno scherzo          | Galep / Francesco Gamba | dall'11 settembre 1959 al 16 ottobre 1959 |
| Sangue sui pascoli | 14 | Scontro sul fiume           | Galep / Francesco Gamba | dall'11 settembre 1959 al 16 ottobre 1959 |
| Sangue sui pascoli | 15 | Incendio allo "Star-O"      | Galep / Francesco Gamba | dall'11 settembre 1959 al 16 ottobre 1959 |
| Sangue sui pascoli | 16 | Tex fa un affare            | Galep / Francesco Gamba | dall'11 settembre 1959 al 16 ottobre 1959 |

## Serie Dakota (23ª serie)
| Storia         | n. | Striscia                | Disegni                 | Pubblicazione                           |
| -------------- | -- | ----------------------- | ----------------------- | --------------------------------------- |
| I Cani Rossi   | 1  | Lo stregone dei Sabinas | Galep / Francesco Gamba | dal 23 ottobre 1959 al 27 novembre 1959 |
| I Cani Rossi   | 2  | La danza degli spettri  | Galep / Francesco Gamba | dal 23 ottobre 1959 al 27 novembre 1959 |
| I Cani Rossi   | 3  | La grande caccia        | Galep / Francesco Gamba | dal 23 ottobre 1959 al 27 novembre 1959 |
| I Cani Rossi   | 4  | La regina dei coyote    | Galep / Francesco Gamba | dal 23 ottobre 1959 al 27 novembre 1959 |
| I Cani Rossi   | 5  | I Cani Rossi            | Galep / Francesco Gamba | dal 23 ottobre 1959 al 27 novembre 1959 |
| I Cani Rossi   | 6  | La fine dei Cani Rossi  | Galep / Francesco Gamba | dal 23 ottobre 1959 al 27 novembre 1959 |
| La città d'oro | 7  | Il miraggio             | Galep / Francesco Gamba | dal 4 dicembre 1959 al 29 dicembre 1959 |
| La città d'oro | 8  | La grande muraglia      | Galep / Francesco Gamba | dal 4 dicembre 1959 al 29 dicembre 1959 |
| La città d'oro | 9  | Il traditore            | Galep / Francesco Gamba | dal 4 dicembre 1959 al 29 dicembre 1959 |
| La città d'oro | 10 | L'attacco alla roccia   | Galep / Francesco Gamba | dal 4 dicembre 1959 al 29 dicembre 1959 |
| La città d'oro | 11 | Il trabocchetto         | Galep / Francesco Gamba | dal 4 dicembre 1959 al 29 dicembre 1959 |

## Serie Città d'Oro (24ª serie)
| Storia           | n. | Striscia                     | Disegni                 | Pubblicazione                          |
| ---------------- | -- | ---------------------------- | ----------------------- | -------------------------------------- |
| La Città d'Oro   | 1  | La Città d'Oro               | Galep / Francesco Gamba | dal 5 gennaio 1960 al 16 febbraio 1960 |
| La Città d'Oro   | 2  | La rivolta                   | Galep / Francesco Gamba | dal 5 gennaio 1960 al 16 febbraio 1960 |
| La Città d'Oro   | 3  | Nei sotterranei del castello | Galep / Francesco Gamba | dal 5 gennaio 1960 al 16 febbraio 1960 |
| La Città d'Oro   | 4  | Lotta per la vita            | Galep / Francesco Gamba | dal 5 gennaio 1960 al 16 febbraio 1960 |
| La Città d'Oro   | 5  | Assassinio al castello       | Galep / Francesco Gamba | dal 5 gennaio 1960 al 16 febbraio 1960 |
| La Città d'Oro   | 6  | Trappola di morte            | Galep / Francesco Gamba | dal 5 gennaio 1960 al 16 febbraio 1960 |
| La Città d'Oro   | 7  | La fine della Città d'Oro    | Galep / Francesco Gamba | dal 5 gennaio 1960 al 16 febbraio 1960 |
| Un'audace rapina | 8  | Un'audace rapina             | Galep                   | dal 23 febbraio 1960 al 5 aprile 1960  |
| Un'audace rapina | 9  | Caccia all'uomo              | Galep                   | dal 23 febbraio 1960 al 5 aprile 1960  |
| Un'audace rapina | 10 | Agguato al Beaver Gulch      | Galep                   | dal 23 febbraio 1960 al 5 aprile 1960  |
| Un'audace rapina | 11 | Duello nella città morta     | Galep                   | dal 23 febbraio 1960 al 5 aprile 1960  |
| Un'audace rapina | 12 | Ombra di morte               | Galep                   | dal 23 febbraio 1960 al 5 aprile 1960  |
| Un'audace rapina | 13 | Fiamme nella boscaglia       | Galep                   | dal 23 febbraio 1960 al 5 aprile 1960  |
| Un'audace rapina | 14 | Il pueblo dei Cayuse         | Galep                   | dal 23 febbraio 1960 al 5 aprile 1960  |
| Contrabbando     | 15 | Contrabbando                 | Virgilio Muzzi          | dal 12 aprile 1960 al 17 maggio 1960   |
| Contrabbando     | 16 | L'ultimo messaggio           | Virgilio Muzzi          | dal 12 aprile 1960 al 17 maggio 1960   |
| Contrabbando     | 17 | Uno spiacevole incontro      | Virgilio Muzzi          | dal 12 aprile 1960 al 17 maggio 1960   |
| Contrabbando     | 18 | L'attacco dei Comanches      | Virgilio Muzzi          | dal 12 aprile 1960 al 17 maggio 1960   |
| Contrabbando     | 19 | La corsa della morte         | Virgilio Muzzi          | dal 12 aprile 1960 al 17 maggio 1960   |
| Contrabbando     | 20 | Il tradimento di Floyd       | Virgilio Muzzi          | dal 12 aprile 1960 al 17 maggio 1960   |

## Serie Drago Nero (25ª serie)
| Storia               | n. | Striscia                      | Disegni | Pubblicazione                          |
| -------------------- | -- | ----------------------------- | ------- | -------------------------------------- |
| La valle della paura | 1  | La valle della paura          | Galep   | dal 25 maggio 1960 al 26 luglio 1960   |
| La valle della paura | 2  | Il tagliatore di teste        | Galep   | dal 25 maggio 1960 al 26 luglio 1960   |
| La valle della paura | 3  | Incidente a Morelos           | Galep   | dal 25 maggio 1960 al 26 luglio 1960   |
| La valle della paura | 4  | Prime indagini                | Galep   | dal 25 maggio 1960 al 26 luglio 1960   |
| La valle della paura | 5  | Sulle tracce del mostro       | Galep   | dal 25 maggio 1960 al 26 luglio 1960   |
| La valle della paura | 6  | L'orrenda notte               | Galep   | dal 25 maggio 1960 al 26 luglio 1960   |
| La valle della paura | 7  | La voce misteriosa            | Galep   | dal 25 maggio 1960 al 26 luglio 1960   |
| La valle della paura | 8  | La caverna segreta            | Galep   | dal 25 maggio 1960 al 26 luglio 1960   |
| La valle della paura | 9  | Il mistero svelato            | Galep   | dal 25 maggio 1960 al 26 luglio 1960   |
| Il segno del Drago   | 10 | Il sicario                    | Galep   | dal 26 luglio 1960 al 10 novembre 1960 |
| Il segno del Drago   | 11 | Tex apre il fuoco             | Galep   | dal 26 luglio 1960 al 10 novembre 1960 |
| Il segno del Drago   | 12 | Lo sceriffo di Texas City     | Galep   | dal 26 luglio 1960 al 10 novembre 1960 |
| Il segno del Drago   | 13 | La fine di Poker Jim          | Galep   | dal 26 luglio 1960 al 10 novembre 1960 |
| Il segno del Drago   | 14 | Il segno del Drago            | Galep   | dal 26 luglio 1960 al 10 novembre 1960 |
| Il segno del Drago   | 15 | Agguato nella notte           | Galep   | dal 26 luglio 1960 al 10 novembre 1960 |
| Il segno del Drago   | 16 | La porta delle mille felicità | Galep   | dal 26 luglio 1960 al 10 novembre 1960 |
| Il segno del Drago   | 17 | Tex fa una sorpresa           | Galep   | dal 26 luglio 1960 al 10 novembre 1960 |
| Il segno del Drago   | 18 | Incursione al Paradise        | Galep   | dal 26 luglio 1960 al 10 novembre 1960 |
| Il segno del Drago   | 19 | Il prezzo del sangue          | Galep   | dal 26 luglio 1960 al 10 novembre 1960 |
| Il segno del Drago   | 20 | Il pugnale avvelenato         | Galep   | dal 26 luglio 1960 al 10 novembre 1960 |
| Il segno del Drago   | 21 | L'ultimatum di Tex            | Galep   | dal 26 luglio 1960 al 10 novembre 1960 |
| Il segno del Drago   | 22 | Battaglia sul ponte           | Galep   | dal 26 luglio 1960 al 10 novembre 1960 |
| Il segno del Drago   | 23 | Nel covo del Drago            | Galep   | dal 26 luglio 1960 al 10 novembre 1960 |
| Il segno del Drago   | 24 | La trappola di fuoco          | Galep   | dal 26 luglio 1960 al 10 novembre 1960 |
| Il segno del Drago   | 25 | La legge del giudice Colt     | Galep   | dal 26 luglio 1960 al 10 novembre 1960 |

## Serie Alabama (26ª serie)
| Storia                | n. | Striscia                 | Disegni                 | Pubblicazione                           |
| --------------------- | -- | ------------------------ | ----------------------- | --------------------------------------- |
| Le terre dell'abisso  | 1  | Il segno del serpente    | Galep                   | dal 17 novembre 1960 al 2 febbraio 1961 |
| Le terre dell'abisso  | 2  | La strega del Colorado   | Galep                   | dal 17 novembre 1960 al 2 febbraio 1961 |
| Le terre dell'abisso  | 3  | Tamburi nella notte      | Galep                   | dal 17 novembre 1960 al 2 febbraio 1961 |
| Le terre dell'abisso  | 4  | Lo stregone dei Walapai  | Galep                   | dal 17 novembre 1960 al 2 febbraio 1961 |
| Le terre dell'abisso  | 5  | Nel covo di Mah-shai     | Galep                   | dal 17 novembre 1960 al 2 febbraio 1961 |
| Le terre dell'abisso  | 6  | La valle degli scheletri | Galep                   | dal 17 novembre 1960 al 2 febbraio 1961 |
| Le terre dell'abisso  | 7  | Le terre dell'abisso     | Galep                   | dal 17 novembre 1960 al 2 febbraio 1961 |
| Le terre dell'abisso  | 8  | Nel covo dei mostri      | Galep                   | dal 17 novembre 1960 al 2 febbraio 1961 |
| Le terre dell'abisso  | 9  | La zattera della morte   | Galep                   | dal 17 novembre 1960 al 2 febbraio 1961 |
| Le terre dell'abisso  | 10 | Il popolo dell'abisso    | Galep                   | dal 17 novembre 1960 al 2 febbraio 1961 |
| Le terre dell'abisso  | 11 | L'attacco dei Makandra   | Galep                   | dal 17 novembre 1960 al 2 febbraio 1961 |
| Le terre dell'abisso  | 12 | La città morta           | Galep                   | dal 17 novembre 1960 al 2 febbraio 1961 |
| Sulla pista di Laredo | 13 | Sulla pista di Laredo    | Galep / Francesco Gamba | dal 2 febbraio 1961 al 1º giugno 1961   |
| Sulla pista di Laredo | 14 | Troppo tardi!            | Galep / Francesco Gamba | dal 2 febbraio 1961 al 1º giugno 1961   |
| Sulla pista di Laredo | 15 | Uno spiacevole incontro  | Galep / Francesco Gamba | dal 2 febbraio 1961 al 1º giugno 1961   |
| Sulla pista di Laredo | 16 | Incursione notturna      | Galep / Francesco Gamba | dal 2 febbraio 1961 al 1º giugno 1961   |
| Sulla pista di Laredo | 17 | Tex fa una retata        | Galep / Francesco Gamba | dal 2 febbraio 1961 al 1º giugno 1961   |
| Sulla pista di Laredo | 18 | Messaggi di fumo         | Galep / Francesco Gamba | dal 2 febbraio 1961 al 1º giugno 1961   |
| Sulla pista di Laredo | 19 | Duello a Laredo          | Galep / Francesco Gamba | dal 2 febbraio 1961 al 1º giugno 1961   |
| Sulla pista di Laredo | 20 | Spari nella notte        | Galep / Francesco Gamba | dal 2 febbraio 1961 al 1º giugno 1961   |
| Sulla pista di Laredo | 21 | Piani di vendetta        | Galep / Francesco Gamba | dal 2 febbraio 1961 al 1º giugno 1961   |
| Sulla pista di Laredo | 22 | Alleati Comanches!       | Galep / Francesco Gamba | dal 2 febbraio 1961 al 1º giugno 1961   |
| Sulla pista di Laredo | 23 | Il guado sul Rio Grande  | Galep / Francesco Gamba | dal 2 febbraio 1961 al 1º giugno 1961   |
| Sulla pista di Laredo | 24 | Battaglia nella notte    | Galep / Francesco Gamba | dal 2 febbraio 1961 al 1º giugno 1961   |
| Sulla pista di Laredo | 25 | Nubi all'orizzonte       | Galep / Francesco Gamba | dal 2 febbraio 1961 al 1º giugno 1961   |
| Sulla pista di Laredo | 26 | L'agguato di Mano Gialla | Galep / Francesco Gamba | dal 2 febbraio 1961 al 1º giugno 1961   |
| Sulla pista di Laredo | 27 | Tex in trappola          | Galep / Francesco Gamba | dal 2 febbraio 1961 al 1º giugno 1961   |
| Sulla pista di Laredo | 28 | La galleria nascosta     | Galep / Francesco Gamba | dal 2 febbraio 1961 al 1º giugno 1961   |
| Sulla pista di Laredo | 29 | Resa dei conti           | Galep / Francesco Gamba | dal 2 febbraio 1961 al 1º giugno 1961   |

## Serie Mexico (27ª serie)
| Storia              | n. | Striscia                 | Disegni                | Pubblicazione                         |
| ------------------- | -- | ------------------------ | ---------------------- | ------------------------------------- |
| I Figli della Notte | 1  | La tredicesima mummia    | Galep / Virgilio Muzzi | dall'8 giugno 1961 al 12 ottobre 1961 |
| I Figli della Notte | 2  | Tyamal, lo stregone      | Galep / Virgilio Muzzi | dall'8 giugno 1961 al 12 ottobre 1961 |
| I Figli della Notte | 3  | Il serpente piumato      | Galep / Virgilio Muzzi | dall'8 giugno 1961 al 12 ottobre 1961 |
| I Figli della Notte | 4  | Rappresaglia!            | Galep / Virgilio Muzzi | dall'8 giugno 1961 al 12 ottobre 1961 |
| I Figli della Notte | 5  | L'incredibile ultimatum  | Galep / Virgilio Muzzi | dall'8 giugno 1961 al 12 ottobre 1961 |
| I Figli della Notte | 6  | L'inferno di Huerta      | Galep / Virgilio Muzzi | dall'8 giugno 1961 al 12 ottobre 1961 |
| I Figli della Notte | 7  | I Figli della Notte      | Galep / Virgilio Muzzi | dall'8 giugno 1961 al 12 ottobre 1961 |
| I Figli della Notte | 8  | L'apparizione misteriosa | Galep / Virgilio Muzzi | dall'8 giugno 1961 al 12 ottobre 1961 |
| I Figli della Notte | 9  | Tamburi nel deserto      | Galep / Virgilio Muzzi | dall'8 giugno 1961 al 12 ottobre 1961 |
| I Figli della Notte | 10 | Il villaggio della morte | Galep / Virgilio Muzzi | dall'8 giugno 1961 al 12 ottobre 1961 |
| I Figli della Notte | 11 | Battaglia fra le rovine  | Galep / Virgilio Muzzi | dall'8 giugno 1961 al 12 ottobre 1961 |
| I Figli della Notte | 12 | La grande caccia         | Galep / Virgilio Muzzi | dall'8 giugno 1961 al 12 ottobre 1961 |
| I Figli della Notte | 13 | Sangue sul deserto       | Galep / Virgilio Muzzi | dall'8 giugno 1961 al 12 ottobre 1961 |
| I Figli della Notte | 14 | I Monti della Luna       | Galep / Virgilio Muzzi | dall'8 giugno 1961 al 12 ottobre 1961 |
| I Figli della Notte | 15 | Rocce insanguinate       | Galep / Virgilio Muzzi | dall'8 giugno 1961 al 12 ottobre 1961 |
| I Figli della Notte | 16 | Il grande appello        | Galep / Virgilio Muzzi | dall'8 giugno 1961 al 12 ottobre 1961 |
| I Figli della Notte | 17 | Sul sentiero di guerra   | Galep / Virgilio Muzzi | dall'8 giugno 1961 al 12 ottobre 1961 |
| I Figli della Notte | 18 | La grande invasione      | Galep / Virgilio Muzzi | dall'8 giugno 1961 al 12 ottobre 1961 |
| I Figli della Notte | 19 | La fine del terrore      | Galep / Virgilio Muzzi | dall'8 giugno 1961 al 12 ottobre 1961 |

## Serie Navajo (28ª serie)
| Storia        | n. | Striscia                          | Disegni                | Pubblicazione                           |
| ------------- | -- | --------------------------------- | ---------------------- | --------------------------------------- |
| Sangue Navajo | 1  | Sangue Navajo                     | Galep                  | dal 19 ottobre 1961 al 15 febbraio 1962 |
| Sangue Navajo | 2  | Forte Defiance                    | Galep                  | dal 19 ottobre 1961 al 15 febbraio 1962 |
| Sangue Navajo | 3  | Agguato nella gola                | Galep                  | dal 19 ottobre 1961 al 15 febbraio 1962 |
| Sangue Navajo | 4  | Un uomo intrepido                 | Galep                  | dal 19 ottobre 1961 al 15 febbraio 1962 |
| Sangue Navajo | 5  | Spari nella notte                 | Galep                  | dal 19 ottobre 1961 al 15 febbraio 1962 |
| Sangue Navajo | 6  | Sul sentiero di guerra            | Galep                  | dal 19 ottobre 1961 al 15 febbraio 1962 |
| Sangue Navajo | 7  | Fuoco sulla prateria              | Galep                  | dal 19 ottobre 1961 al 15 febbraio 1962 |
| Sangue Navajo | 8  | Terra bruciata                    | Galep                  | dal 19 ottobre 1961 al 15 febbraio 1962 |
| Sangue Navajo | 9  | Guerriglia!                       | Galep                  | dal 19 ottobre 1961 al 15 febbraio 1962 |
| Sangue Navajo | 10 | Attacco notturno                  | Galep                  | dal 19 ottobre 1961 al 15 febbraio 1962 |
| Sangue Navajo | 11 | Un colonnello ostinato            | Galep                  | dal 19 ottobre 1961 al 15 febbraio 1962 |
| Sangue Navajo | 12 | Sete!                             | Galep                  | dal 19 ottobre 1961 al 15 febbraio 1962 |
| Sangue Navajo | 13 | Segnali di morte                  | Galep                  | dal 19 ottobre 1961 al 15 febbraio 1962 |
| Sangue Navajo | 14 | Razzia notturna                   | Galep                  | dal 19 ottobre 1961 al 15 febbraio 1962 |
| Sangue Navajo | 15 | Resa all'alba                     | Galep                  | dal 19 ottobre 1961 al 15 febbraio 1962 |
| Sangue Navajo | 16 | La missione di Carson             | Galep                  | dal 19 ottobre 1961 al 15 febbraio 1962 |
| Sangue Navajo | 17 | L'ultima follia                   | Galep                  | dal 19 ottobre 1961 al 15 febbraio 1962 |
| Sangue Navajo | 18 | La pistola nascosta               | Galep                  | dal 19 ottobre 1961 al 15 febbraio 1962 |
| Linciaggio!   | 19 | Linciaggio!                       | Galep / Virgilio Muzzi | dal 22 febbraio 1962 al 28 aprile 1962  |
| Linciaggio!   | 20 | A carte scoperte                  | Galep / Virgilio Muzzi | dal 22 febbraio 1962 al 28 aprile 1962  |
| Linciaggio!   | 21 | Sfida a Hopeville                 | Galep / Virgilio Muzzi | dal 22 febbraio 1962 al 28 aprile 1962  |
| Linciaggio!   | 22 | Il sicario                        | Galep / Virgilio Muzzi | dal 22 febbraio 1962 al 28 aprile 1962  |
| Linciaggio!   | 23 | Fuoco nella notte                 | Galep / Virgilio Muzzi | dal 22 febbraio 1962 al 28 aprile 1962  |
| Linciaggio!   | 24 | Ore drammatiche                   | Galep / Virgilio Muzzi | dal 22 febbraio 1962 al 28 aprile 1962  |
| Linciaggio!   | 25 | Un intrigo criminoso              | Galep / Virgilio Muzzi | dal 22 febbraio 1962 al 28 aprile 1962  |
| Linciaggio!   | 26 | Lo sceriffo di Hopeville          | Galep / Virgilio Muzzi | dal 22 febbraio 1962 al 28 aprile 1962  |
| Linciaggio!   | 27 | Sulle tracce di Bob Handy         | Galep / Virgilio Muzzi | dal 22 febbraio 1962 al 28 aprile 1962  |
| Linciaggio!   | 28 | Battaglia sulle Montagne Rocciose | Galep / Virgilio Muzzi | dal 22 febbraio 1962 al 28 aprile 1962  |

## Serie Leopardo Nero (29ª serie)
| Storia                 | n. | Striscia                  | Disegni                | Pubblicazione                             |
| ---------------------- | -- | ------------------------- | ---------------------- | ----------------------------------------- |
| Il grande re           | 1  | Il grande re              | Galep                  | dal 5 maggio 1962 al 22 settembre 1962    |
| Il grande re           | 2  | Attacco Sioux             | Galep                  | dal 5 maggio 1962 al 22 settembre 1962    |
| Il grande re           | 3  | Il totem dei Mohicani     | Galep                  | dal 5 maggio 1962 al 22 settembre 1962    |
| Il grande re           | 4  | Il segno del Leopardo     | Galep                  | dal 5 maggio 1962 al 22 settembre 1962    |
| Il grande re           | 5  | Il cerchio della morte    | Galep                  | dal 5 maggio 1962 al 22 settembre 1962    |
| Il grande re           | 6  | Kit in pericolo           | Galep                  | dal 5 maggio 1962 al 22 settembre 1962    |
| Il grande re           | 7  | Il nemico di Tex          | Galep                  | dal 5 maggio 1962 al 22 settembre 1962    |
| Il grande re           | 8  | Sulla pista dei Mohicani  | Galep                  | dal 5 maggio 1962 al 22 settembre 1962    |
| Il grande re           | 9  | Al campo di Rawatho       | Galep                  | dal 5 maggio 1962 al 22 settembre 1962    |
| Il grande re           | 10 | Il lago scarlatto         | Galep                  | dal 5 maggio 1962 al 22 settembre 1962    |
| Il grande re           | 11 | Attentato a Winnipeg      | Galep                  | dal 5 maggio 1962 al 22 settembre 1962    |
| Il grande re           | 12 | Tensione pericolosa       | Galep                  | dal 5 maggio 1962 al 22 settembre 1962    |
| Il grande re           | 13 | La Rocca del Leopardo     | Galep                  | dal 5 maggio 1962 al 22 settembre 1962    |
| Il grande re           | 14 | Allarme notturno          | Galep                  | dal 5 maggio 1962 al 22 settembre 1962    |
| Il grande re           | 15 | Caccia all'uomo           | Galep                  | dal 5 maggio 1962 al 22 settembre 1962    |
| Il grande re           | 16 | La cattura di Kit         | Galep                  | dal 5 maggio 1962 al 22 settembre 1962    |
| Il grande re           | 17 | Tex raccoglie la sfida    | Galep                  | dal 5 maggio 1962 al 22 settembre 1962    |
| Il grande re           | 18 | La rivincita di Kit       | Galep                  | dal 5 maggio 1962 al 22 settembre 1962    |
| Il grande re           | 19 | Attacco alla roccaforte   | Galep                  | dal 5 maggio 1962 al 22 settembre 1962    |
| Il grande re           | 20 | Tradimento                | Galep                  | dal 5 maggio 1962 al 22 settembre 1962    |
| Il grande re           | 21 | La fine di un re          | Galep                  | dal 5 maggio 1962 al 22 settembre 1962    |
| La Valle della Luna    | 22 | La Valle della Luna       | Galep                  | dal 29 settembre 1962 al 10 novembre 1962 |
| La Valle della Luna    | 23 | Last Hope                 | Galep                  | dal 29 settembre 1962 al 10 novembre 1962 |
| La Valle della Luna    | 24 | La morte verde            | Galep                  | dal 29 settembre 1962 al 10 novembre 1962 |
| La Valle della Luna    | 25 | Il raggio fatale          | Galep                  | dal 29 settembre 1962 al 10 novembre 1962 |
| La Valle della Luna    | 26 | Caccia drammatica         | Galep                  | dal 29 settembre 1962 al 10 novembre 1962 |
| La Valle della Luna    | 27 | Nelle viscere della terra | Galep                  | dal 29 settembre 1962 al 10 novembre 1962 |
| La Valle della Luna    | 28 | Una scormparsa misteriosa | Galep                  | dal 29 settembre 1962 al 10 novembre 1962 |
| Missione a Silver Bell | 29 | Missione a Silver Bell    | Galep / Virgilio Muzzi | dal 17 novembre 1962 al 29 dicembre 1962  |
| Missione a Silver Bell | 30 | Tex apre il fuoco         | Galep / Virgilio Muzzi | dal 17 novembre 1962 al 29 dicembre 1962  |
| Missione a Silver Bell | 31 | Prime indagini            | Galep / Virgilio Muzzi | dal 17 novembre 1962 al 29 dicembre 1962  |
| Missione a Silver Bell | 32 | Duello al tramonto        | Galep / Virgilio Muzzi | dal 17 novembre 1962 al 29 dicembre 1962  |
| Missione a Silver Bell | 33 | Un avversario pericoloso  | Galep / Virgilio Muzzi | dal 17 novembre 1962 al 29 dicembre 1962  |
| Missione a Silver Bell | 34 | Carson non ha fortuna     | Galep / Virgilio Muzzi | dal 17 novembre 1962 al 29 dicembre 1962  |
| Missione a Silver Bell | 35 | Battaglia al corral       | Galep / Virgilio Muzzi | dal 17 novembre 1962 al 29 dicembre 1962  |

## Serie Apache (30ª serie)
| Storia                | n. | Striscia                 | Disegni | Pubblicazione                        |
| --------------------- | -- | ------------------------ | ------- | ------------------------------------ |
| Allarme a Fort Sumner | 1  | Allarme a Fort Sumner    | Galep   | dal 5 gennaio 1963 al 6 aprile 1963  |
| Allarme a Fort Sumner | 2  | La rivolta               | Galep   | dal 5 gennaio 1963 al 6 aprile 1963  |
| Allarme a Fort Sumner | 3  | Attentato!               | Galep   | dal 5 gennaio 1963 al 6 aprile 1963  |
| Allarme a Fort Sumner | 4  | Una serata movimentata   | Galep   | dal 5 gennaio 1963 al 6 aprile 1963  |
| Allarme a Fort Sumner | 5  | Tex chiude il conto      | Galep   | dal 5 gennaio 1963 al 6 aprile 1963  |
| Allarme a Fort Sumner | 6  | La trappola              | Galep   | dal 5 gennaio 1963 al 6 aprile 1963  |
| Allarme a Fort Sumner | 7  | Morte nel Rio Tula       | Galep   | dal 5 gennaio 1963 al 6 aprile 1963  |
| Allarme a Fort Sumner | 8  | Appuntamento mortale     | Galep   | dal 5 gennaio 1963 al 6 aprile 1963  |
| Allarme a Fort Sumner | 9  | El Cuervo                | Galep   | dal 5 gennaio 1963 al 6 aprile 1963  |
| Allarme a Fort Sumner | 10 | Notte tragica            | Galep   | dal 5 gennaio 1963 al 6 aprile 1963  |
| Allarme a Fort Sumner | 11 | L'attacco degli Apaches  | Galep   | dal 5 gennaio 1963 al 6 aprile 1963  |
| Allarme a Fort Sumner | 12 | La fine di El Cuervo     | Galep   | dal 5 gennaio 1963 al 6 aprile 1963  |
| Allarme a Fort Sumner | 13 | Carte in tavola          | Galep   | dal 5 gennaio 1963 al 6 aprile 1963  |
| Allarme a Fort Sumner | 14 | Duello al buio           | Galep   | dal 5 gennaio 1963 al 6 aprile 1963  |
| Sangue su Laredo      | 15 | Sangue su Laredo         | Galep   | dal 13 aprile 1963 all'8 giugno 1963 |
| Sangue su Laredo      | 16 | Tex scopre una traccia   | Galep   | dal 13 aprile 1963 all'8 giugno 1963 |
| Sangue su Laredo      | 17 | Il messaggio misterioso  | Galep   | dal 13 aprile 1963 all'8 giugno 1963 |
| Sangue su Laredo      | 18 | L'attacco al "Las Vegas" | Galep   | dal 13 aprile 1963 all'8 giugno 1963 |
| Sangue su Laredo      | 19 | Notte infernale          | Galep   | dal 13 aprile 1963 all'8 giugno 1963 |
| Sangue su Laredo      | 20 | Il sicario               | Galep   | dal 13 aprile 1963 all'8 giugno 1963 |
| Sangue su Laredo      | 21 | In corsa con la morte    | Galep   | dal 13 aprile 1963 all'8 giugno 1963 |
| Sangue su Laredo      | 22 | Il covo sul fiume        | Galep   | dal 13 aprile 1963 all'8 giugno 1963 |
| Sangue su Laredo      | 23 | La fine di Ben Kennet    | Galep   | dal 13 aprile 1963 all'8 giugno 1963 |

## Serie Comanches (31ª serie)
| Storia                 | n. | Striscia                  | Disegni                | Pubblicazione                          |
| ---------------------- | -- | ------------------------- | ---------------------- | -------------------------------------- |
| Sangue sul Buckhorn    | 1  | Sangue sul Buckhorn       | Galep / Virgilio Muzzi | dal 15 giugno 1963 al 10 agosto 1963   |
| Sangue sul Buckhorn    | 2  | Uno sceriffo in imbarazzo | Galep / Virgilio Muzzi | dal 15 giugno 1963 al 10 agosto 1963   |
| Sangue sul Buckhorn    | 3  | Il covo sui Red Snake     | Galep / Virgilio Muzzi | dal 15 giugno 1963 al 10 agosto 1963   |
| Sangue sul Buckhorn    | 4  | Sospeso sull'abisso       | Galep / Virgilio Muzzi | dal 15 giugno 1963 al 10 agosto 1963   |
| Sangue sul Buckhorn    | 5  | Una visita inattesa       | Galep / Virgilio Muzzi | dal 15 giugno 1963 al 10 agosto 1963   |
| Sangue sul Buckhorn    | 6  | Il cercatore di piste     | Galep / Virgilio Muzzi | dal 15 giugno 1963 al 10 agosto 1963   |
| Sangue sul Buckhorn    | 7  | Due degni rivali          | Galep / Virgilio Muzzi | dal 15 giugno 1963 al 10 agosto 1963   |
| Sangue sul Buckhorn    | 8  | Uno spiacevole equivoco   | Galep / Virgilio Muzzi | dal 15 giugno 1963 al 10 agosto 1963   |
| Sangue sul Buckhorn    | 9  | Duello all'alba           | Galep / Virgilio Muzzi | dal 15 giugno 1963 al 10 agosto 1963   |
| Terrore sul Rio Sonora | 10 | Terrore sul Rio Sonora    | Galep                  | dal 17 agosto 1963 al 30 novembre 1963 |
| Terrore sul Rio Sonora | 11 | La morte viene col buio   | Galep                  | dal 17 agosto 1963 al 30 novembre 1963 |
| Terrore sul Rio Sonora | 12 | Battaglia a Rio Frio      | Galep                  | dal 17 agosto 1963 al 30 novembre 1963 |
| Terrore sul Rio Sonora | 13 | L'agguato sul ponte       | Galep                  | dal 17 agosto 1963 al 30 novembre 1963 |
| Terrore sul Rio Sonora | 14 | Piombo rovente            | Galep                  | dal 17 agosto 1963 al 30 novembre 1963 |
| Terrore sul Rio Sonora | 15 | Tex alla riscossa         | Galep                  | dal 17 agosto 1963 al 30 novembre 1963 |
| Terrore sul Rio Sonora | 16 | Una spia sfortunata       | Galep                  | dal 17 agosto 1963 al 30 novembre 1963 |
| Terrore sul Rio Sonora | 17 | Il traditore              | Galep                  | dal 17 agosto 1963 al 30 novembre 1963 |
| Terrore sul Rio Sonora | 18 | El Rey                    | Galep                  | dal 17 agosto 1963 al 30 novembre 1963 |
| Terrore sul Rio Sonora | 19 | La morsa si stringe       | Galep                  | dal 17 agosto 1963 al 30 novembre 1963 |
| Terrore sul Rio Sonora | 20 | Spedizione notturna       | Galep                  | dal 17 agosto 1963 al 30 novembre 1963 |
| Terrore sul Rio Sonora | 21 | Allarme nell'isola        | Galep                  | dal 17 agosto 1963 al 30 novembre 1963 |
| Terrore sul Rio Sonora | 22 | Attacco sul mare          | Galep                  | dal 17 agosto 1963 al 30 novembre 1963 |
| Terrore sul Rio Sonora | 23 | Nel covo di El Rey        | Galep                  | dal 17 agosto 1963 al 30 novembre 1963 |
| Terrore sul Rio Sonora | 24 | Lotta serrata             | Galep                  | dal 17 agosto 1963 al 30 novembre 1963 |
| Terrore sul Rio Sonora | 25 | Giustizia!                | Galep                  | dal 17 agosto 1963 al 30 novembre 1963 |

## Serie Osages (32ª serie)
| Storia               | n. | Striscia                  | Disegni                | Pubblicazione                           |
| -------------------- | -- | ------------------------- | ---------------------- | --------------------------------------- |
| L'Orda selvaggia     | 1  | L'Orda selvaggia          | Galep                  | dal 7 dicembre 1963 al 15 febbraio 1964 |
| L'Orda selvaggia     | 2  | Fuoco a Trinidad          | Galep                  | dal 7 dicembre 1963 al 15 febbraio 1964 |
| L'Orda selvaggia     | 3  | Rapina notturna           | Galep                  | dal 7 dicembre 1963 al 15 febbraio 1964 |
| L'Orda selvaggia     | 4  | Agguato a Turkey Canyon   | Galep                  | dal 7 dicembre 1963 al 15 febbraio 1964 |
| L'Orda selvaggia     | 5  | Sangue sulla pista        | Galep                  | dal 7 dicembre 1963 al 15 febbraio 1964 |
| L'Orda selvaggia     | 6  | Messaggio notturno        | Galep                  | dal 7 dicembre 1963 al 15 febbraio 1964 |
| L'Orda selvaggia     | 7  | L'indizio rivelatore      | Galep                  | dal 7 dicembre 1963 al 15 febbraio 1964 |
| L'Orda selvaggia     | 8  | Morte nella neve          | Galep                  | dal 7 dicembre 1963 al 15 febbraio 1964 |
| L'Orda selvaggia     | 9  | Verso la fine             | Galep                  | dal 7 dicembre 1963 al 15 febbraio 1964 |
| L'Orda selvaggia     | 10 | Il tramonto dell'Orda     | Galep                  | dal 7 dicembre 1963 al 15 febbraio 1964 |
| L'Orda selvaggia     | 11 | Morte nel "Barrio"        | Galep                  | dal 7 dicembre 1963 al 15 febbraio 1964 |
| La città senza legge | 12 | La città senza legge      | Galep                  | dal 22 febbraio 1964 al 23 maggio 1964  |
| La città senza legge | 13 | Tex tende una trappola    | Galep                  | dal 22 febbraio 1964 al 23 maggio 1964  |
| La città senza legge | 14 | Due banditi sfortunati    | Galep                  | dal 22 febbraio 1964 al 23 maggio 1964  |
| La città senza legge | 15 | Pistole fiammeggianti     | Galep                  | dal 22 febbraio 1964 al 23 maggio 1964  |
| La città senza legge | 16 | La paga di Giuda          | Galep                  | dal 22 febbraio 1964 al 23 maggio 1964  |
| La città senza legge | 17 | Attacco all'Examiner      | Galep                  | dal 22 febbraio 1964 al 23 maggio 1964  |
| La città senza legge | 18 | La legge della giungla    | Galep                  | dal 22 febbraio 1964 al 23 maggio 1964  |
| La città senza legge | 19 | Battaglia all'Alhambra    | Galep                  | dal 22 febbraio 1964 al 23 maggio 1964  |
| La città senza legge | 20 | La fine di un furfante    | Galep                  | dal 22 febbraio 1964 al 23 maggio 1964  |
| La città senza legge | 21 | Il rapimento di Holden    | Galep                  | dal 22 febbraio 1964 al 23 maggio 1964  |
| La città senza legge | 22 | Squali!                   | Galep                  | dal 22 febbraio 1964 al 23 maggio 1964  |
| La città senza legge | 23 | Agguato nella notte       | Galep                  | dal 22 febbraio 1964 al 23 maggio 1964  |
| La città senza legge | 24 | Nella tana del leone      | Galep                  | dal 22 febbraio 1964 al 23 maggio 1964  |
| La città senza legge | 25 | Vigilantes                | Galep                  | dal 22 febbraio 1964 al 23 maggio 1964  |
| Oltre il deserto     | 26 | Oltre il deserto          | Galep / Virgilio Muzzi | dal 30 maggio 1964 al 29 giugno 1964    |
| Oltre il deserto     | 27 | La pistola nascosta       | Galep / Virgilio Muzzi | dal 30 maggio 1964 al 29 giugno 1964    |
| Oltre il deserto     | 28 | Scontro a Las Mineras     | Galep / Virgilio Muzzi | dal 30 maggio 1964 al 29 giugno 1964    |
| Oltre il deserto     | 29 | Gioco sleale              | Galep / Virgilio Muzzi | dal 30 maggio 1964 al 29 giugno 1964    |
| Oltre il deserto     | 30 | Un bottino e tre furfanti | Galep / Virgilio Muzzi | dal 30 maggio 1964 al 29 giugno 1964    |

## Serie Nebraska (33ª serie)
NOTA. A partire da questa serie  gli albetti a striscia passano da avere 32 facciate con il numero di pagina facente parte del disegno ad avere 72 facciate senza numerazione per i primi 3 numeri per poi passare a 80 facciate dal n°4 "Raffica mortale".
| Storia                   | n. | Striscia                  | Disegni                 | Pubblicazione                            |
| ------------------------ | -- | ------------------------- | ----------------------- | ---------------------------------------- |
| Dramma nella prateria    | 1  | Dramma nella prateria     | Galep / Erio Nicolò     | dal 6 luglio 1964 al 3 agosto 1964       |
| Dramma nella prateria    | 2  | Uno spietato sicario      | Galep / Erio Nicolò     | dal 6 luglio 1964 al 3 agosto 1964       |
| Dramma nella prateria    | 3  | Perduti nell'abisso       | Galep / Erio Nicolò     | dal 6 luglio 1964 al 3 agosto 1964       |
| Dramma nella prateria    | 4  | Raffica mortale           | Galep / Erio Nicolò     | dal 6 luglio 1964 al 3 agosto 1964       |
| Dramma nella prateria    | 5  | Giustizia!                | Galep / Erio Nicolò     | dal 6 luglio 1964 al 3 agosto 1964       |
| Mexico!                  | 6  | Mexico!                   | Galep / Francesco Gamba | dal 10 agosto 1964 al 21 settembre 1964  |
| Mexico!                  | 7  | La carica selvaggia       | Galep / Francesco Gamba | dal 10 agosto 1964 al 21 settembre 1964  |
| Mexico!                  | 8  | Caccia pericolosa         | Galep / Francesco Gamba | dal 10 agosto 1964 al 21 settembre 1964  |
| Mexico!                  | 9  | El Cisco                  | Galep / Francesco Gamba | dal 10 agosto 1964 al 21 settembre 1964  |
| Mexico!                  | 10 | Sorpresa notturna         | Galep / Francesco Gamba | dal 10 agosto 1964 al 21 settembre 1964  |
| Mexico!                  | 11 | Ai ferri corti            | Galep / Francesco Gamba | dal 10 agosto 1964 al 21 settembre 1964  |
| Mexico!                  | 12 | Resa dei conti            | Galep / Francesco Gamba | dal 10 agosto 1964 al 21 settembre 1964  |
| Dramma al circo          | 13 | Dramma al circo           | Galep                   | dal 28 settembre 1964 al 2 novembre 1964 |
| Dramma al circo          | 14 | Il trapezio della morte   | Galep                   | dal 28 settembre 1964 al 2 novembre 1964 |
| Dramma al circo          | 15 | L'ultima rapina           | Galep                   | dal 28 settembre 1964 al 2 novembre 1964 |
| Dramma al circo          | 16 | Lo sceriffo di Smithville | Galep                   | dal 28 settembre 1964 al 2 novembre 1964 |
| Dramma al circo          | 17 | Artigli insanguinati      | Galep                   | dal 28 settembre 1964 al 2 novembre 1964 |
| Dramma al circo          | 18 | Morte nel circo           | Galep                   | dal 28 settembre 1964 al 2 novembre 1964 |
| L'enigma dello scudiscio | 19 | Insidia nella notte       | Galep / Virgilio Muzzi  | dal 9 novembre 1964 al 23 novembre 1964  |
| L'enigma dello scudiscio | 20 | L'oro della sierra        | Galep / Virgilio Muzzi  | dal 9 novembre 1964 al 23 novembre 1964  |
| L'enigma dello scudiscio | 21 | Giustizia Yaqui           | Galep / Virgilio Muzzi  | dal 9 novembre 1964 al 23 novembre 1964  |
| Mano Gialla              | 22 | Alba tragica              | Galep / Francesco Gamba | dal 30 novembre 1964 al 14 dicembre 1964 |
| Mano Gialla              | 23 | Il Quadrato della Morte   | Galep / Francesco Gamba | dal 30 novembre 1964 al 14 dicembre 1964 |
| Mano Gialla              | 24 | Duello Apache             | Galep / Francesco Gamba | dal 30 novembre 1964 al 14 dicembre 1964 |
| Piombo caldo             | 25 | Agguato fra le rocce      | Guglielmo Letteri       | dal 21 dicembre 1964 al 25 gennaio 1965  |
| Piombo caldo             | 26 | Una dura lezione          | Guglielmo Letteri       | dal 21 dicembre 1964 al 25 gennaio 1965  |
| Piombo caldo             | 27 | I fratelli Carleton       | Guglielmo Letteri       | dal 21 dicembre 1964 al 25 gennaio 1965  |
| Piombo caldo             | 28 | Piombo caldo              | Guglielmo Letteri       | dal 21 dicembre 1964 al 25 gennaio 1965  |
| Piombo caldo             | 29 | Sangue nella polvere      | Guglielmo Letteri       | dal 21 dicembre 1964 al 25 gennaio 1965  |
| Piombo caldo             | 30 | La mano di ferro          | Guglielmo Letteri       | dal 21 dicembre 1964 al 25 gennaio 1965  |
| La mano di ferro         | 30 | La mano di ferro          | Galep / Francesco Gamba | dal 25 gennaio 1965 al 15 febbraio 1965  |
| La mano di ferro         | 31 | Sulla via di Laredo       | Galep / Francesco Gamba | dal 25 gennaio 1965 al 15 febbraio 1965  |
| La mano di ferro         | 32 | Notte violenta            | Galep / Francesco Gamba | dal 25 gennaio 1965 al 15 febbraio 1965  |
| La mano di ferro         | 33 | L'ultima carica           | Galep / Francesco Gamba | dal 25 gennaio 1965 al 15 febbraio 1965  |

1. 1 2  Nella striscia si conclude l'episodio "Piombo caldo" e inizia il successivo "La mano di ferro"

## Serie Pueblo (34ª serie)
| Storia                  | n. | Striscia                   | Disegni                 | Pubblicazione                            |
| ----------------------- | -- | -------------------------- | ----------------------- | ---------------------------------------- |
| Il segno di Zhenda      | 1  | Sinistri presagi           | Galep / Francesco Gamba | dal 22 febbraio 1965 al 18 aprile 1965   |
| Il segno di Zhenda      | 2  | Morte sulla mesa           | Galep / Francesco Gamba | dal 22 febbraio 1965 al 18 aprile 1965   |
| Il segno di Zhenda      | 3  | Il segno di Zhenda         | Galep / Francesco Gamba | dal 22 febbraio 1965 al 18 aprile 1965   |
| Il segno di Zhenda      | 4  | Pueblo Bonito              | Galep / Francesco Gamba | dal 22 febbraio 1965 al 18 aprile 1965   |
| Il segno di Zhenda      | 5  | Piste insanguinate         | Galep / Francesco Gamba | dal 22 febbraio 1965 al 18 aprile 1965   |
| Il segno di Zhenda      | 6  | Le Rocce Nere              | Galep / Francesco Gamba | dal 22 febbraio 1965 al 18 aprile 1965   |
| Il segno di Zhenda      | 7  | Agguato a Glen Spring      | Galep / Francesco Gamba | dal 22 febbraio 1965 al 18 aprile 1965   |
| Il segno di Zhenda      | 8  | La lunga notte             | Galep / Francesco Gamba | dal 22 febbraio 1965 al 18 aprile 1965   |
| Il segno di Zhenda      | 9  | La morte nell'abisso       | Galep / Francesco Gamba | dal 22 febbraio 1965 al 18 aprile 1965   |
| New Orleans             | 10 | Il tesoro del pirata       | Guglielmo Letteri       | dal 25 aprile 1965 al 17 maggio 1965     |
| New Orleans             | 11 | New Orleans                | Guglielmo Letteri       | dal 25 aprile 1965 al 17 maggio 1965     |
| New Orleans             | 12 | Gioco serrato              | Guglielmo Letteri       | dal 25 aprile 1965 al 17 maggio 1965     |
| New Orleans             | 13 | L'ultima caccia            | Guglielmo Letteri       | dal 25 aprile 1965 al 17 maggio 1965     |
| Sui sentieri del Kansas | 14 | Sui sentieri del Kansas    | Galep / Francesco Gamba | dal 24 maggio 1965 al 7 giugno 1965      |
| Sui sentieri del Kansas | 15 | Un biscazziere sfortunato  | Galep / Francesco Gamba | dal 24 maggio 1965 al 7 giugno 1965      |
| Sui sentieri del Kansas | 16 | La campana d'oro           | Galep / Francesco Gamba | dal 24 maggio 1965 al 7 giugno 1965      |
| Pony Express            | 17 | Pony Express               | Virgilio Muzzi          | dal 14 giugno 1965 al 2 agosto 1965      |
| Pony Express            | 18 | Sangue sulla pista         | Virgilio Muzzi          | dal 14 giugno 1965 al 2 agosto 1965      |
| Pony Express            | 19 | Lo stregone Comanche       | Virgilio Muzzi          | dal 14 giugno 1965 al 2 agosto 1965      |
| Pony Express            | 20 | Al campo dei Comanches     | Virgilio Muzzi          | dal 14 giugno 1965 al 2 agosto 1965      |
| Pony Express            | 21 | Il villaggio degli spettri | Virgilio Muzzi          | dal 14 giugno 1965 al 2 agosto 1965      |
| Pony Express            | 22 | Il rinnegato               | Virgilio Muzzi          | dal 14 giugno 1965 al 2 agosto 1965      |
| Pony Express            | 23 | Giacche azzurre            | Virgilio Muzzi          | dal 14 giugno 1965 al 2 agosto 1965      |
| Pony Express            | 24 | Fuoco a Denver             | Virgilio Muzzi          | dal 14 giugno 1965 al 2 agosto 1965      |
| Deserto bianco          | 25 | La freccia nera            | Galep                   | dal 9 agosto 1965 al 6 settembre 1965    |
| Deserto bianco          | 26 | La bufera                  | Galep                   | dal 9 agosto 1965 al 6 settembre 1965    |
| Deserto bianco          | 27 | Deserto bianco             | Galep                   | dal 9 agosto 1965 al 6 settembre 1965    |
| Deserto bianco          | 28 | I Monti Fumanti            | Galep                   | dal 9 agosto 1965 al 6 settembre 1965    |
| Deserto bianco          | 29 | La fine di un esilio       | Galep                   | dal 9 agosto 1965 al 6 settembre 1965    |
| Il tesoro del tempio    | 30 | Formiche rosse             | Guglielmo Letteri       | dal 13 settembre 1965 al 11 ottobre 1965 |
| Il tesoro del tempio    | 31 | Il messaggio               | Guglielmo Letteri       | dal 13 settembre 1965 al 11 ottobre 1965 |
| Il tesoro del tempio    | 32 | La mandria                 | Guglielmo Letteri       | dal 13 settembre 1965 al 11 ottobre 1965 |
| Il tesoro del tempio    | 33 | Il tesoro del tempio       | Guglielmo Letteri       | dal 13 settembre 1965 al 11 ottobre 1965 |
| Il tesoro del tempio    | 34 | Il segreto di Esmeralda    | Guglielmo Letteri       | dal 13 settembre 1965 al 11 ottobre 1965 |
| Forte Apache            | 35 | Forte Apache               | Galep                   | dal 18 ottobre 1965 al 1º novembre 1965  |
| Forte Apache            | 36 | In corsa con la morte      | Galep                   | dal 18 ottobre 1965 al 1º novembre 1965  |
| Forte Apache            | 37 | Il grande agguato          | Galep                   | dal 18 ottobre 1965 al 1º novembre 1965  |
| Gli incappucciati       | 38 | Gli incappucciati          | Virgilio Muzzi          | dall'8 novembre 1965 al 22 novembre 1965 |
| Gli incappucciati       | 39 | Dente per dente            | Virgilio Muzzi          | dall'8 novembre 1965 al 22 novembre 1965 |
| Gli incappucciati       | 40 | Requiem per un furfante    | Virgilio Muzzi          | dall'8 novembre 1965 al 22 novembre 1965 |

## Serie Cobra (35ª serie)
| Storia                | n. | Striscia                   | Disegni                    | Pubblicazione                           |
| --------------------- | -- | -------------------------- | -------------------------- | --------------------------------------- |
| Incubo                | 1  | Incubo                     | Galep                      | dal 29 novembre 1965 al 18 gennaio 1966 |
| Incubo                | 2  | Il Drago Rosso             | Galep                      | dal 29 novembre 1965 al 18 gennaio 1966 |
| Incubo                | 3  | Voci nel buio              | Galep                      | dal 29 novembre 1965 al 18 gennaio 1966 |
| Incubo                | 4  | Il sotterraneo dell'orrore | Galep                      | dal 29 novembre 1965 al 18 gennaio 1966 |
| Incubo                | 5  | Nella tana della belva     | Galep                      | dal 29 novembre 1965 al 18 gennaio 1966 |
| Incubo                | 6  | La rivolta di Mefisto      | Galep                      | dal 29 novembre 1965 al 18 gennaio 1966 |
| Incubo                | 7  | Sulla pista di Golconda    | Galep                      | dal 29 novembre 1965 al 18 gennaio 1966 |
| Incubo                | 8  | Spettri                    | Galep                      | dal 29 novembre 1965 al 18 gennaio 1966 |
| Sulle rive del Brazos | 9  | Sulle rive del Brazos      | Guglielmo Letteri          | dal 24 gennaio 1966 al 14 febbraio 1966 |
| Sulle rive del Brazos | 10 | Morte in agguato           | Guglielmo Letteri          | dal 24 gennaio 1966 al 14 febbraio 1966 |
| Sulle rive del Brazos | 11 | Un furfante sfortunato     | Guglielmo Letteri          | dal 24 gennaio 1966 al 14 febbraio 1966 |
| Sulle rive del Brazos | 12 | L'isola della morte        | Guglielmo Letteri          | dal 24 gennaio 1966 al 14 febbraio 1966 |
| La banda dei Lupi     | 13 | La banda dei Lupi          | Galep                      | dal 21 febbraio 1966 al 7 marzo 1966    |
| La banda dei Lupi     | 14 | I Crateri della Luna       | Galep                      | dal 21 febbraio 1966 al 7 marzo 1966    |
| La banda dei Lupi     | 15 | Appuntamento con la morte  | Galep                      | dal 21 febbraio 1966 al 7 marzo 1966    |
| La sfida              | 16 | I cacciatori di bufali     | Virgilio Muzzi             | dal 14 marzo 1966 al 4 aprile 1966      |
| La sfida              | 17 | Buffalo Bill               | Virgilio Muzzi             | dal 14 marzo 1966 al 4 aprile 1966      |
| La sfida              | 18 | La sfida                   | Virgilio Muzzi             | dal 14 marzo 1966 al 4 aprile 1966      |
| La sfida              | 19 | La vendetta di Red Horn    | Virgilio Muzzi             | dal 14 marzo 1966 al 4 aprile 1966      |
| L'enigma della lancia | 20 | L'enigma della lancia      | Guglielmo Letteri          | dall'11 aprile 1966 al 2 maggio 1966    |
| L'enigma della lancia | 21 | Delgadito                  | Guglielmo Letteri          | dall'11 aprile 1966 al 2 maggio 1966    |
| L'enigma della lancia | 22 | Lo stregone Papago         | Guglielmo Letteri          | dall'11 aprile 1966 al 2 maggio 1966    |
| L'enigma della lancia | 23 | La lancia spezzata         | Guglielmo Letteri          | dall'11 aprile 1966 al 2 maggio 1966    |
| Il passato di Tex     | 24 | Il passato di Tex          | Galep                      | dal 9 maggio 1966 al 20 giugno 1966     |
| Il passato di Tex     | 25 | Il re del rodeo            | Galep                      | dal 9 maggio 1966 al 20 giugno 1966     |
| Il passato di Tex     | 26 | Una freccia nella notte    | Galep                      | dal 9 maggio 1966 al 20 giugno 1966     |
| Il passato di Tex     | 27 | Dinamite!                  | Galep                      | dal 9 maggio 1966 al 20 giugno 1966     |
| Il passato di Tex     | 28 | Agguato a S. Antonio       | Galep                      | dal 9 maggio 1966 al 20 giugno 1966     |
| Il passato di Tex     | 29 | La banda di Culver City    | Galep                      | dal 9 maggio 1966 al 20 giugno 1966     |
| Il passato di Tex     | 30 | Il giudice Colt            | Galep                      | dal 9 maggio 1966 al 20 giugno 1966     |
| La Costa dei Barbari  | 31 | La Costa dei Barbari       | Pietro Raschitelli / Galep | dal 27 giugno 1966 al 18 luglio 1966    |
| La Costa dei Barbari  | 32 | Battaglia al porto         | Pietro Raschitelli / Galep | dal 27 giugno 1966 al 18 luglio 1966    |
| La Costa dei Barbari  | 33 | Una dura lezione           | Pietro Raschitelli / Galep | dal 27 giugno 1966 al 18 luglio 1966    |
| La Costa dei Barbari  | 34 | La fine di Kelly           | Pietro Raschitelli / Galep | dal 27 giugno 1966 al 18 luglio 1966    |
| Proteus!              | 35 | Il misterioso mister "P"   | Guglielmo Letteri          | dal 25 luglio 1966 al 16 agosto 1966    |
| Proteus!              | 36 | Proteus!                   | Guglielmo Letteri          | dal 25 luglio 1966 al 16 agosto 1966    |
| Proteus!              | 37 | Rio Verde                  | Guglielmo Letteri          | dal 25 luglio 1966 al 16 agosto 1966    |
| Proteus!              | 38 | È finita, mister "P"       | Guglielmo Letteri          | dal 25 luglio 1966 al 16 agosto 1966    |
| Oro nero              | 39 | Oro nero                   | Galep                      | dal 22 agosto 1966 al 12 settembre 1966 |
| Oro nero              | 40 | Lotta senza quartiere      | Galep                      | dal 22 agosto 1966 al 12 settembre 1966 |
| Oro nero              | 41 | Una visita inattesa        | Galep                      | dal 22 agosto 1966 al 12 settembre 1966 |
| Oro nero              | 42 | Dente per dente            | Galep                      | dal 22 agosto 1966 al 12 settembre 1966 |
| Gli spietati          | 43 | Yuma                       | Virgilio Muzzi             | dal settembre 1966 all'ottobre 1966     |
| Gli spietati          | 44 | Gli spietati               | Virgilio Muzzi             | dal settembre 1966 all'ottobre 1966     |
| Gli spietati          | 45 | Fra due fuochi             | Virgilio Muzzi             | dal settembre 1966 all'ottobre 1966     |
| Gli spietati          | 46 | Fino all'ultima cartuccia  | Virgilio Muzzi             | dal settembre 1966 all'ottobre 1966     |
| Il profeta rosso      | 47 | Il profeta rosso           | Guglielmo Letteri          | dal 18 ottobre 1966 al 15 novembre 1966 |
| Il profeta rosso      | 48 | Guerriglia                 | Guglielmo Letteri          | dal 18 ottobre 1966 al 15 novembre 1966 |
| Il profeta rosso      | 49 | Morte di un rinnegato      | Guglielmo Letteri          | dal 18 ottobre 1966 al 15 novembre 1966 |
| Il profeta rosso      | 50 | Sicari nell'ombra          | Guglielmo Letteri          | dal 18 ottobre 1966 al 15 novembre 1966 |
| Il profeta rosso      | 51 | Morte di un soldato        | Guglielmo Letteri          | dal 18 ottobre 1966 al 15 novembre 1966 |
| Fuga nella notte      | 52 | I cavalieri della morte    | Galep                      | dal novembre 1966 al dicembre 1966      |
| Fuga nella notte      | 53 | La caverna segreta         | Galep                      | dal novembre 1966 al dicembre 1966      |
| Fuga nella notte      | 54 | Fuga nella notte           | Galep                      | dal novembre 1966 al dicembre 1966      |
| Fuga nella notte      | 55 | Tragedia al Piccolo Passo  | Galep                      | dal novembre 1966 al dicembre 1966      |
| Fuga nella notte      | 56 | Una manciata di smeraldi   | Galep                      | dal novembre 1966 al dicembre 1966      |
| Giustizia!            | 57 | I predoni del Missouri     | Virgilio Muzzi             | dal dicembre 1966 al 23 gennaio 1967    |
| Giustizia!            | 58 | Agguato sul fiume          | Virgilio Muzzi             | dal dicembre 1966 al 23 gennaio 1967    |
| Giustizia!            | 59 | Incursione notturna        | Virgilio Muzzi             | dal dicembre 1966 al 23 gennaio 1967    |
| Giustizia!            | 60 | L'esca di Tex              | Virgilio Muzzi             | dal dicembre 1966 al 23 gennaio 1967    |
| Giustizia!            | 61 | Giustizia!                 | Virgilio Muzzi             | dal dicembre 1966 al 23 gennaio 1967    |

## Serie Rodeo (36ª serie)
| Storia               | n. | Striscia                   | Disegni           | Pubblicazione                        |
| -------------------- | -- | -------------------------- | ----------------- | ------------------------------------ |
| Vendetta indiana     | 1  | Morte all'alba             | Giovanni Ticci    | dal 30 gennaio 1967 al febbraio 1967 |
| Vendetta indiana     | 2  | Visita a mezzanotte        | Giovanni Ticci    | dal 30 gennaio 1967 al febbraio 1967 |
| Vendetta indiana     | 3  | Consiglio di guerra        | Giovanni Ticci    | dal 30 gennaio 1967 al febbraio 1967 |
| Vendetta indiana     | 4  | L'assedio alla città morta | Giovanni Ticci    | dal 30 gennaio 1967 al febbraio 1967 |
| Vendetta indiana     | 5  | Vendetta indiana           | Giovanni Ticci    | dal 30 gennaio 1967 al febbraio 1967 |
| La carovana dell'oro | 6  | La carovana dell'oro       | Guglielmo Letteri | dal febbraio 1967 al marzo 1967      |
| La carovana dell'oro | 7  | Uno strano barbiere        | Guglielmo Letteri | dal febbraio 1967 al marzo 1967      |
| La carovana dell'oro | 8  | Un diabolico schema        | Guglielmo Letteri | dal febbraio 1967 al marzo 1967      |
| La carovana dell'oro | 9  | Wendy cade in trappola     | Guglielmo Letteri | dal febbraio 1967 al marzo 1967      |
| La carovana dell'oro | 10 | Zanna Bianca               | Guglielmo Letteri | dal febbraio 1967 al marzo 1967      |
| Terrore sulla savana | 11 | Tragedia nella giungla     | Galep             | dal marzo 1967 al 5 giugno 1967      |
| Terrore sulla savana | 12 | Voodoo!                    | Galep             | dal marzo 1967 al 5 giugno 1967      |
| Terrore sulla savana | 13 | La freccia nera            | Galep             | dal marzo 1967 al 5 giugno 1967      |
| Terrore sulla savana | 14 | Terrore sulla savana       | Galep             | dal marzo 1967 al 5 giugno 1967      |
| Terrore sulla savana | 15 | La magia di Ho-Yan         | Galep             | dal marzo 1967 al 5 giugno 1967      |
| Terrore sulla savana | 16 | Fuga verso la morte        | Galep             | dal marzo 1967 al 5 giugno 1967      |
| Terrore sulla savana | 17 | "Black Baron"              | Galep             | dal marzo 1967 al 5 giugno 1967      |
| Terrore sulla savana | 18 | Piani di guerra            | Galep             | dal marzo 1967 al 5 giugno 1967      |
| Terrore sulla savana | 19 | L'orrenda notte            | Galep             | dal marzo 1967 al 5 giugno 1967      |

## Serie Silver Star (2021)
| Storia          | n. | Striscia               | Sceneggiatura    | Disegni       | Copertina        | Pubblicazione    |
| --------------- | -- | ---------------------- | ---------------- | ------------- | ---------------- | ---------------- |
| Il ponte minato | 1  | Il ponte minato        | Moreno Burattini | Rodolfo Torti | Marco Torricelli | 12 ottobre 2021  |
| Il ponte minato | 2  | Morte nell'abisso      | Moreno Burattini | Rodolfo Torti | Marco Torricelli | 19 ottobre 2021  |
| Il ponte minato | 3  | Gli sciacalli          | Moreno Burattini | Rodolfo Torti | Marco Torricelli | 26 ottobre 2021  |
| Il ponte minato | 4  | Il porto sul fiume     | Moreno Burattini | Rodolfo Torti | Marco Torricelli | 2 novembre 2021  |
| Il ponte minato | 5  | Un bottino da spartire | Moreno Burattini | Rodolfo Torti | Marco Torricelli | 9 novembre 2021  |
| Il ponte minato | 6  | Faccia a faccia        | Moreno Burattini | Rodolfo Torti | Marco Torricelli | 16 novembre 2021 |

## Serie Vindex (2024)
| Storia                             | n. | Striscia                           | Sceneggiatura    | Disegni          | Copertina        | Pubblicazione     |
| ---------------------------------- | -- | ---------------------------------- | ---------------- | ---------------- | ---------------- | ----------------- |
| Il rapimento del Professor Hermann | 1  | Il rapimento del Professor Hermann | Moreno Burattini | Marco Torricelli | Marco Torricelli | 6 luglio 2024     |
| Il rapimento del Professor Hermann | 2  | Agua Aremosa                       | Moreno Burattini | Marco Torricelli | Marco Torricelli | 20 luglio 2024    |
| Il rapimento del Professor Hermann | 3  | Scontro notturno                   | Moreno Burattini | Marco Torricelli | Marco Torricelli | 3 agosto 2024     |
| Il rapimento del Professor Hermann | 4  | Il segreto di Vindex               | Moreno Burattini | Marco Torricelli | Marco Torricelli | 24 agosto 2024    |
| Il rapimento del Professor Hermann | 5  | Le origini del male                | Moreno Burattini | Marco Torricelli | Marco Torricelli | 7 settembre 2024  |
| Il rapimento del Professor Hermann | 6  | La follia degli eredi              | Moreno Burattini | Marco Torricelli | Marco Torricelli | 21 settembre 2024 |
| Il rapimento del Professor Hermann | 7  | Il passaggio sotterraneo           | Moreno Burattini | Marco Torricelli | Marco Torricelli | 5 ottobre 2024    |
| Il rapimento del Professor Hermann | 8  | Le segrete dell'orrore             | Moreno Burattini | Marco Torricelli | Marco Torricelli | 19 ottobre 2024   |
| Il rapimento del Professor Hermann | 9  | Trappola mortale                   | Moreno Burattini | Marco Torricelli | Marco Torricelli | 2 novembre 2024   |
| Il rapimento del Professor Hermann | 10 | L'orrendo esperimento              | Moreno Burattini | Marco Torricelli | Marco Torricelli | 16 novembre 2024  |
| Il rapimento del Professor Hermann | 11 | Mostri!                            | Moreno Burattini | Marco Torricelli | Marco Torricelli | 30 novembre 2024  |
| Il rapimento del Professor Hermann | 12 | La resa dei conti                  | Moreno Burattini | Marco Torricelli | Marco Torricelli | 14 dicembre 2024  |